# 路面電車

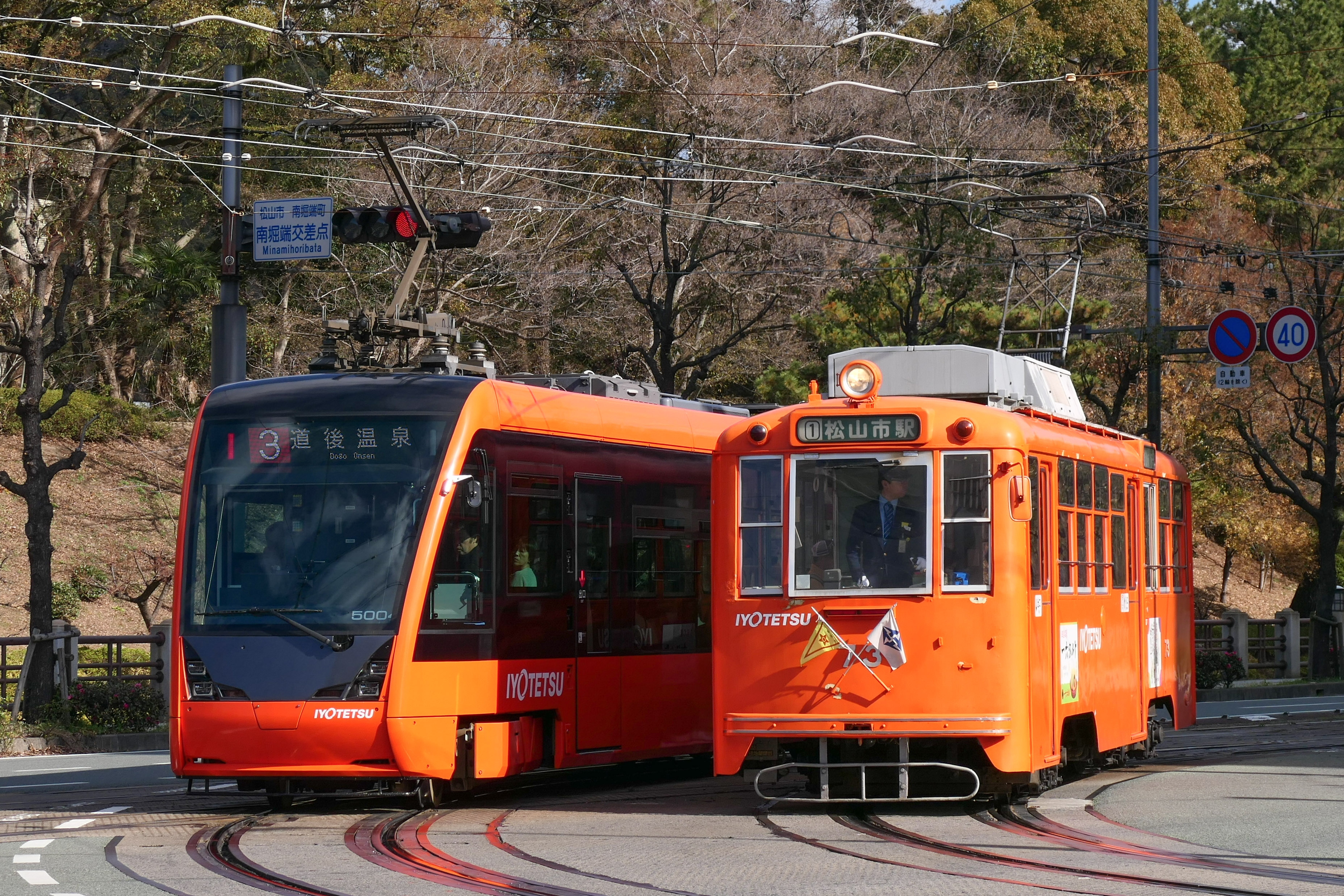
松山市を走る伊予鉄道の路面電車

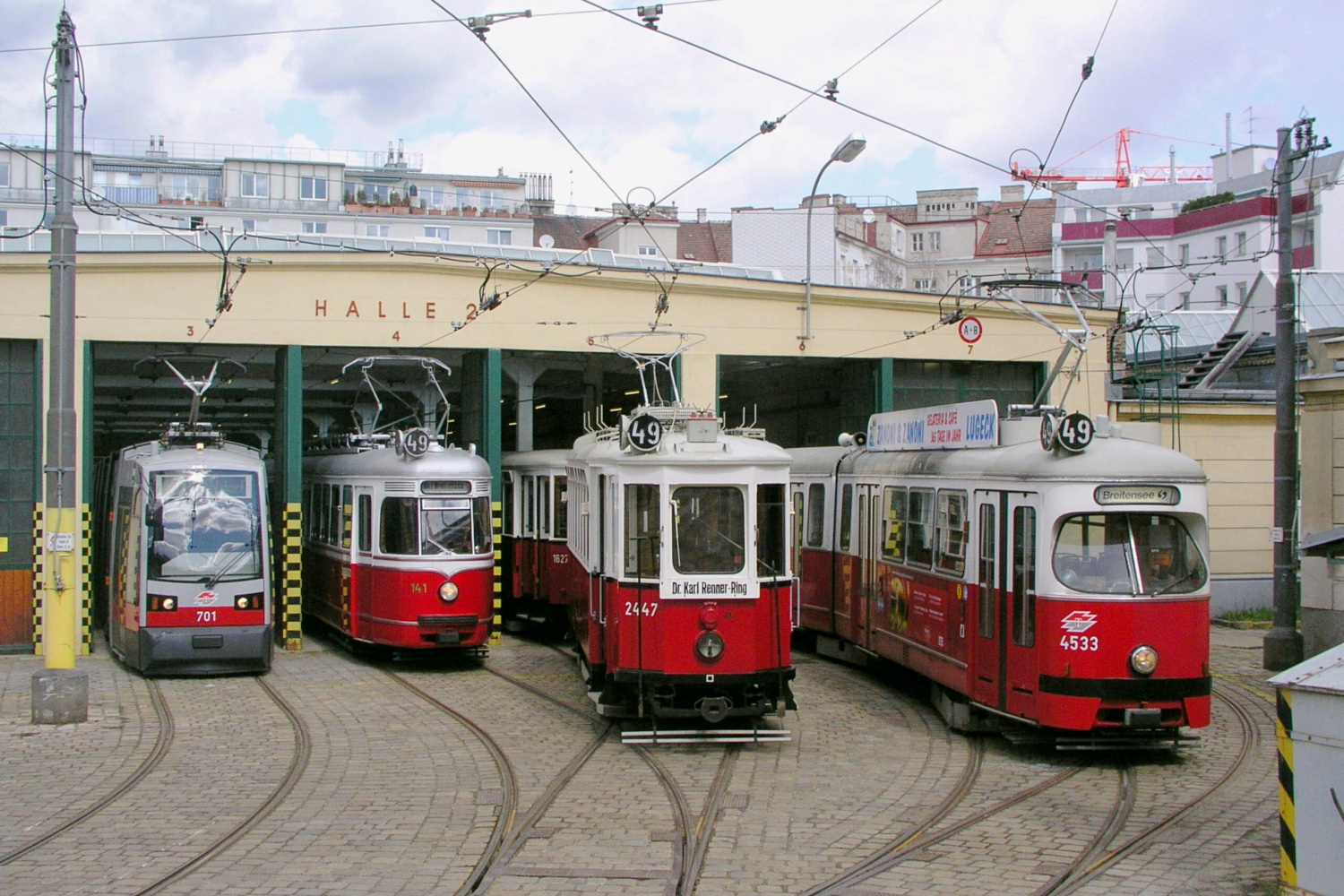
世界最大級の路面電車網であるウィーン市電

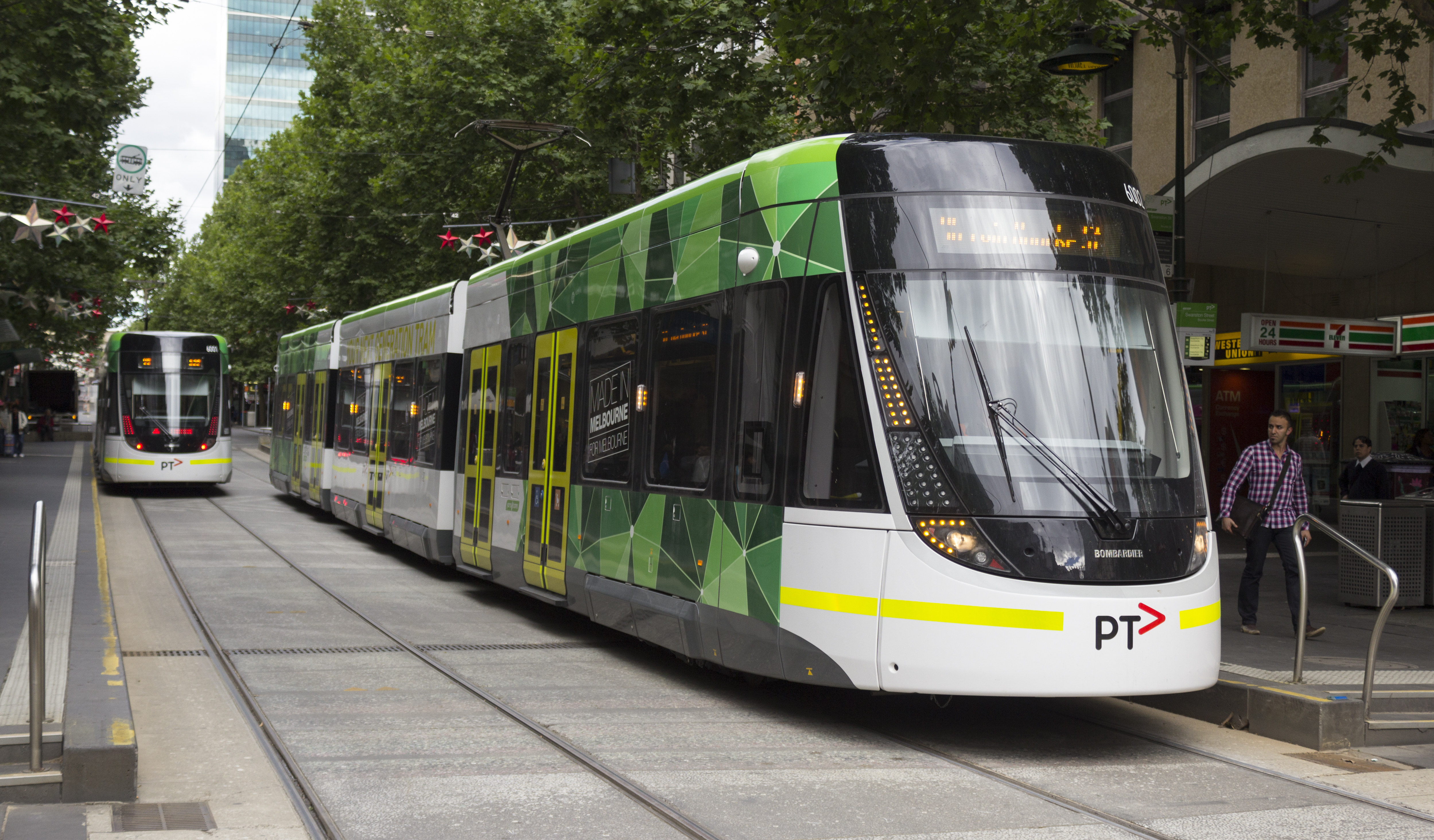
延長距離250 kmで世界最大のメルボルンの路面電車

路面電車（ろめんでんしゃ）は、主に道路上に敷設された軌道（併用軌道）を用いる「路面鉄道」（英: Tram（トラム）、Tramway、米: Streetcar、独: Straßenbahn）を走行する電車である。類似のシステムにライト・レール・トランジット、トラムトレイン、ゴムタイヤトラムなども存在する。
普通鉄道と異なり、軌道は主に都市内およびその近郊の道路上に敷設され、比較的短距離の旅客輸送手段として利用される。道路上の安全地帯や歩道から車両に乗降する、停留場の間隔が短いなどの特徴がある交通機関である。専用軌道（日本の軌道法では新設軌道と呼称）を有する路線もあるほか、市街地では一部地下や高架で道路交通との分離を図った路線もある。
世界では約50か国の約400都市に存在し、ドイツ周辺や、東欧・ロシアなどの旧東側諸国などで特に発達している。欧米諸国では終端ループ線が用いられ、片ドア片運転台式の車両で運行している都市が多い。バリアフリーの観点から20世紀末以降は路面から乗降できることが再評価され、欧州や中国を中心に整備や延長、新都市での開業が積極的に行われている。また、公共交通機関として都市中心部の歩行者空間に乗り入れる形態も多い。

## 歴史

### 語源
英語の「Tram」は低地ドイツ語の「Traam」に由来し、車軸や梁を意味する。イギリスではブレコン・アンド・アバガヴァニー運河会社（The Brecknock and Abergavenny Canal）の1798年10月17日の定款に「Tramroad」の言葉が初めて現れる。このトラムロードは鉄製のL字形軌条のことであり、「Tramway」とは鉱山鉄道や軽便鉄道を指した。トラムウェイの語は1826年に初めて使用された。「tram-car」（トラムカー）の語は1873年から使用された。欧州各国では現在「Tram」が使われることが多い。
ドイツ語のStraßenbahnは、道路上の鉄道を意味するが、初めは馬車鉄道（独: Pferdebahn）を指していた。
北アメリカでの「Streetcar」の語はドイツ語から移されたもので1840年から使用されている。しかし、電化が進むにつれ、「Trolley」や「Trolleycar」と呼ばれることも多くなった。この「トロリー」は「Troller」（転がる）に由来し、架空電車線から電力を取得する際に、集電装置先端の滑車が架線に沿って転がるため、このように呼ばれるようになった。

### 初期
路面鉄道は元々は都市内の馬車鉄道として生まれ、1840年代に欧米各地に広がっていった。
その後、馬の糞尿による悪臭などの問題が沿線で発生したため、動力を馬以外にする試みが行われ、蒸気機関などもあったが、電気動力がもっとも普及した。これは1879年にドイツの電機会社、シーメンスがベルリン博覧会でデモンストレーション走行させたのがはじまりで、電気は3本目のレールから供給されていた。1881年にはベルリン郊外のリヒターフェルデで試験運行が開始され、1883年に定期運行が始まっている。
1881年には、同じくシーメンス社が、パリの電気博覧会で架空電車線方式を試み、1884年に登場したフランクフルトの路面電車で採用され、その後ヨーロッパ各地に広がっていった。

### 北米での全盛期から衰退
アメリカ合衆国では、電気軌道（路面電車）は1886年にアラバマ州モントゴメリーやペンシルベニア州スクラントンに敷設されたのを皮切りに、各都市で普及してゆく。特に同国では、専用軌道化や運転速度の向上などシステムを高度化し都市と都市を結ぶインターアーバンにも発展し、1920年代に全盛期を迎えた。
しかし、同時にその頃、自家用車の普及に伴い、多くの都市で路面電車廃止の流れも始まった。1970年代初頭には、路面電車や郊外電車（インターアーバン）は全盛期の4割が廃止され、残存していた6割もゆっくりとだが陳腐化が進み、「世界最大の路面電車保有国」の地位をソビエト連邦（ロシア）に譲っている。日本においても、戦後・1960年代以後のマイカーの全盛による交通渋滞の影響による、列車のダイヤの乱れなどが原因となり、都市部ではこれに代わり地下鉄の建設が進められるため、大多数の路面電車が廃止される。
欧州の一部でも第二次世界大戦後までにこの流れでロンドン、パリなどの都市で廃止された。一方で、旧ソ連と東欧諸国、そして西ドイツでは、第二次世界大戦後も路面電車を活用した。

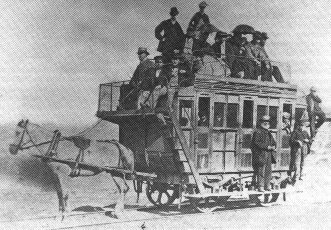
世界初の旅客馬車鉄道である、ウェールズのスウォンジー・アンド・マンブルズ鉄道
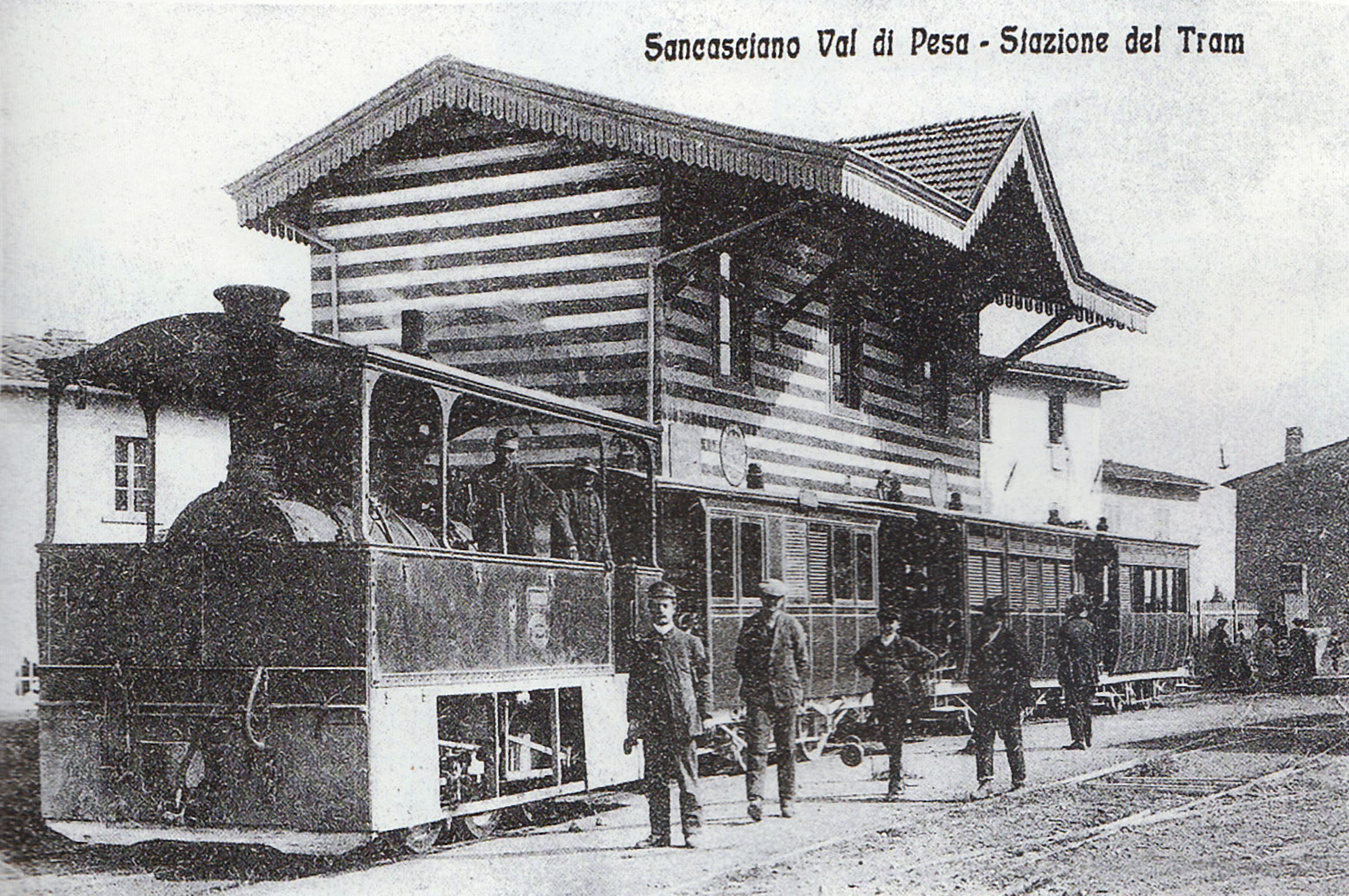
1890年代のイタリアにて、蒸気機関を動力とする路面鉄道
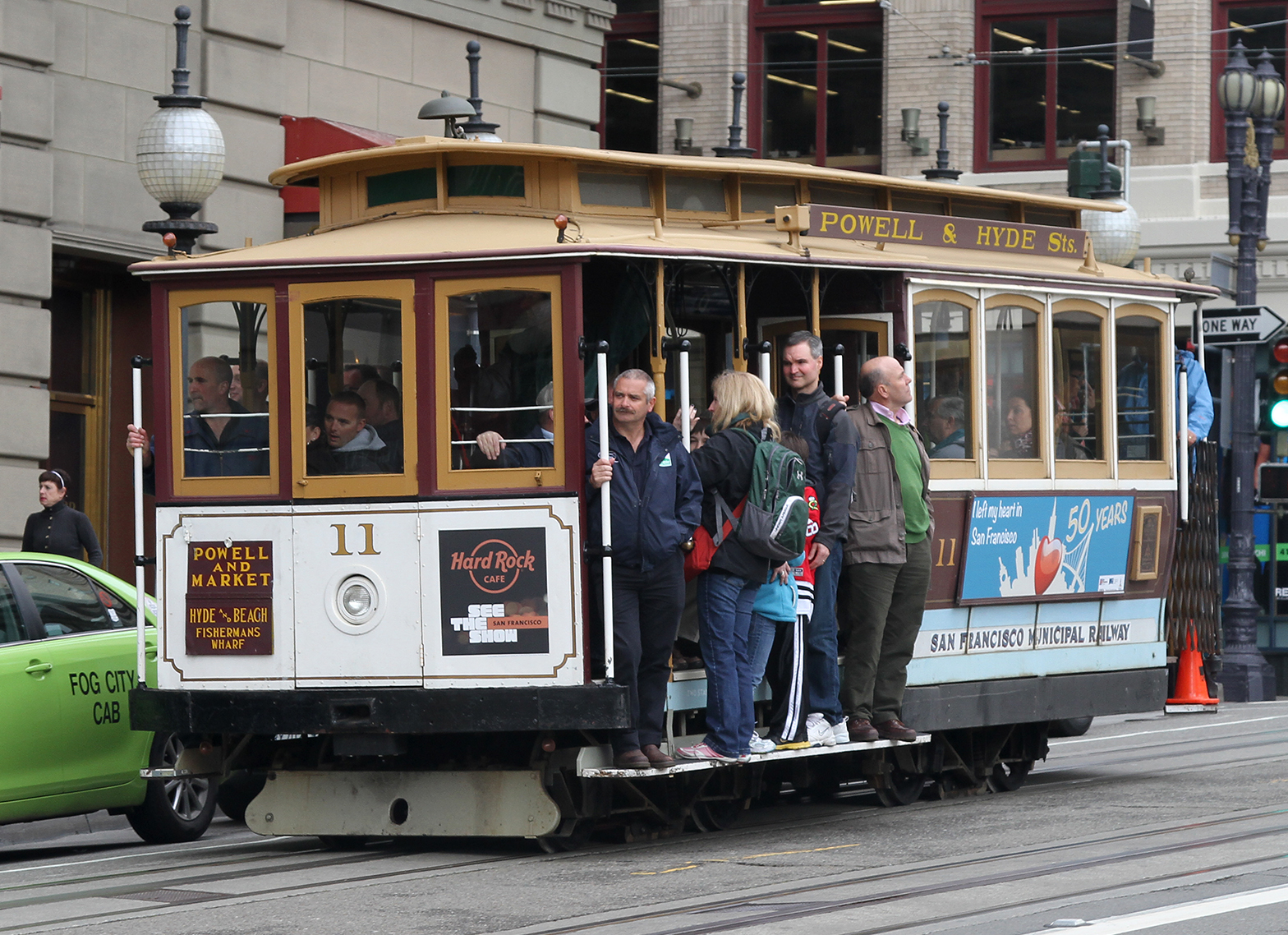
現存するサンフランシスコ・ケーブルカー
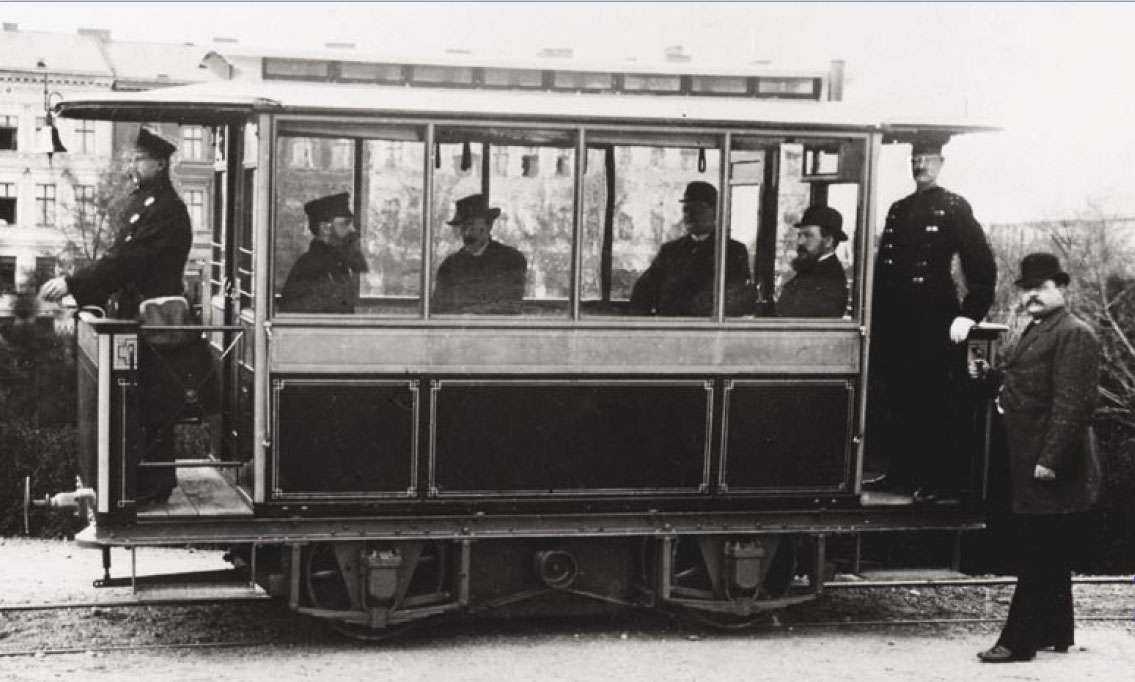
世界初の路面電車であるグロース＝リヒターフェルデ電気軌道
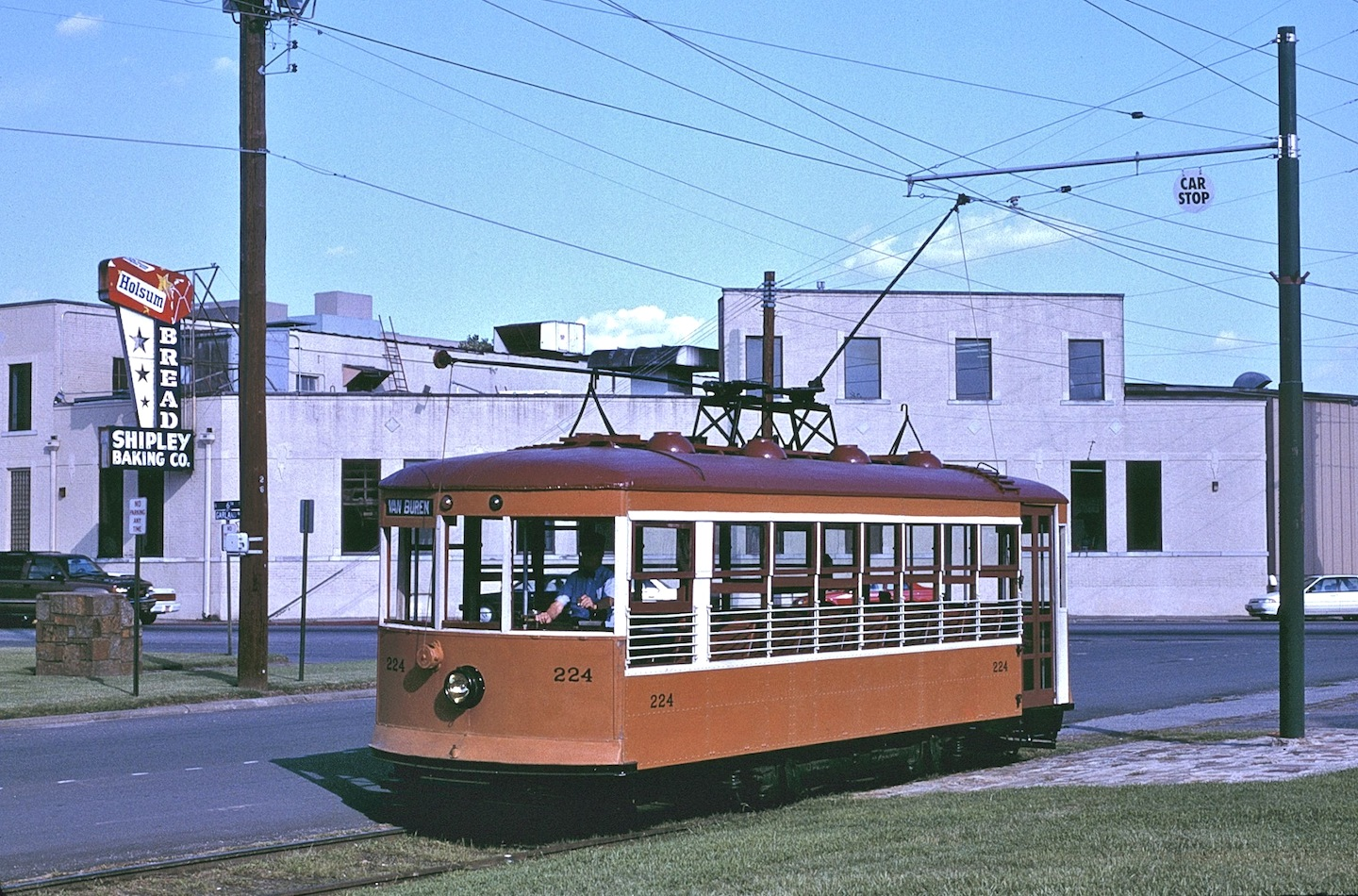
第一次世界大戦に際し、頻発運転と安全装置、省力化により初めて自動車に対抗しようとしたバーニーカー（アーカンソー州フォートスミスの例（224号））
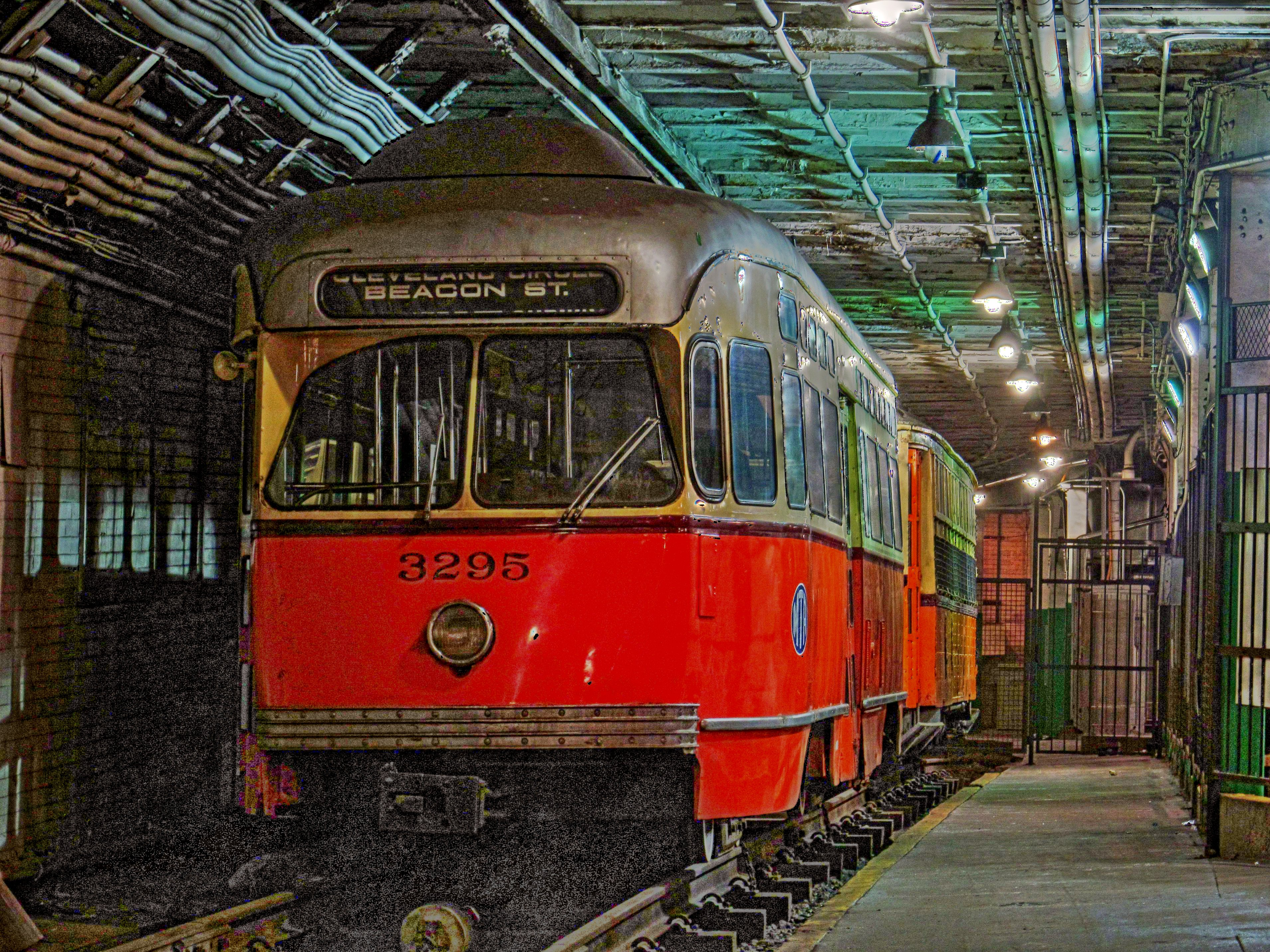
1930年代にアメリカで開発された高性能路面電車PCCカー （ボストンの例（3295号））
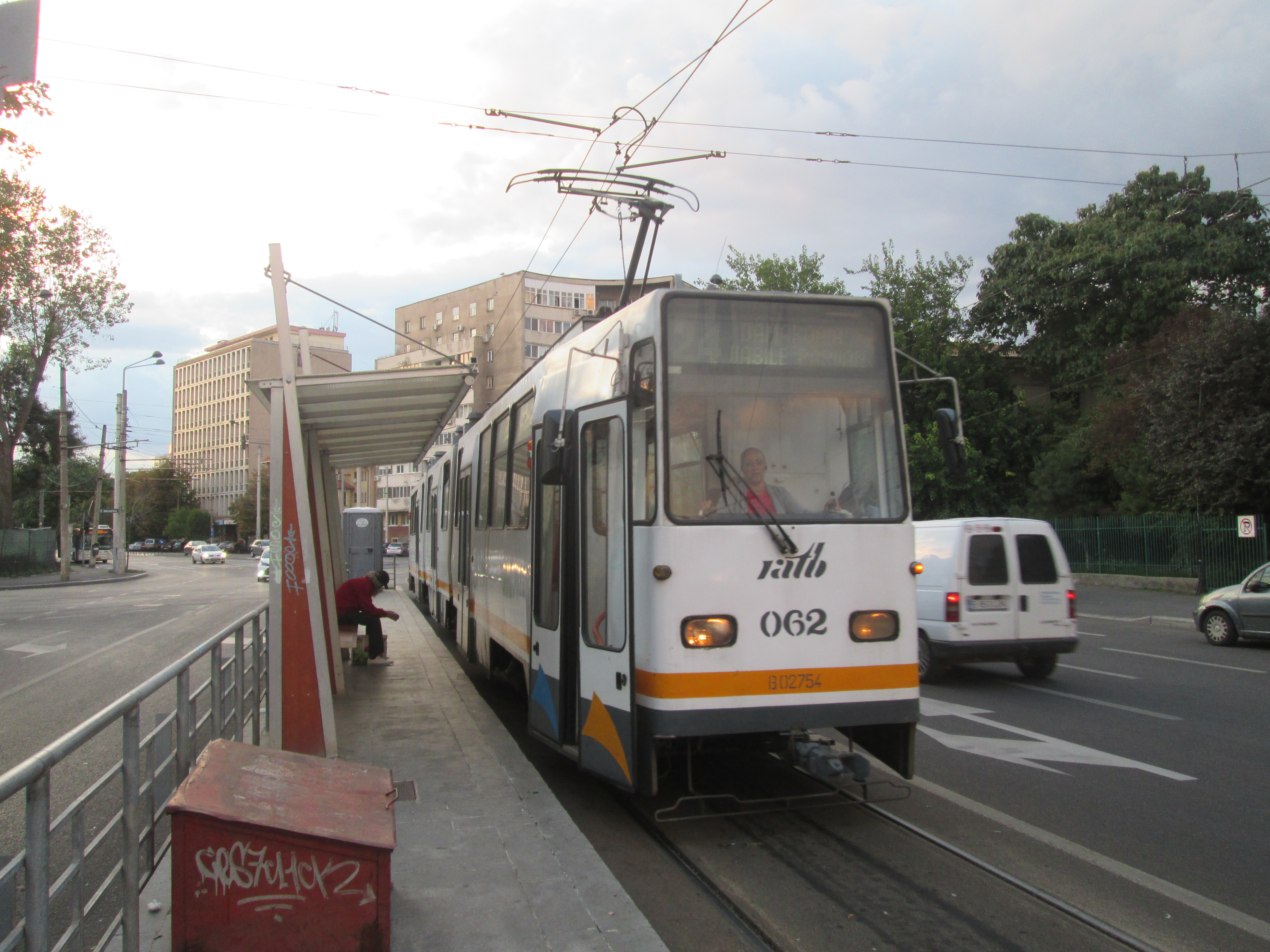
ブカレストのトラム。 モデルV3A、1971/1993年製作

### 次世代型路面電車 / LRT

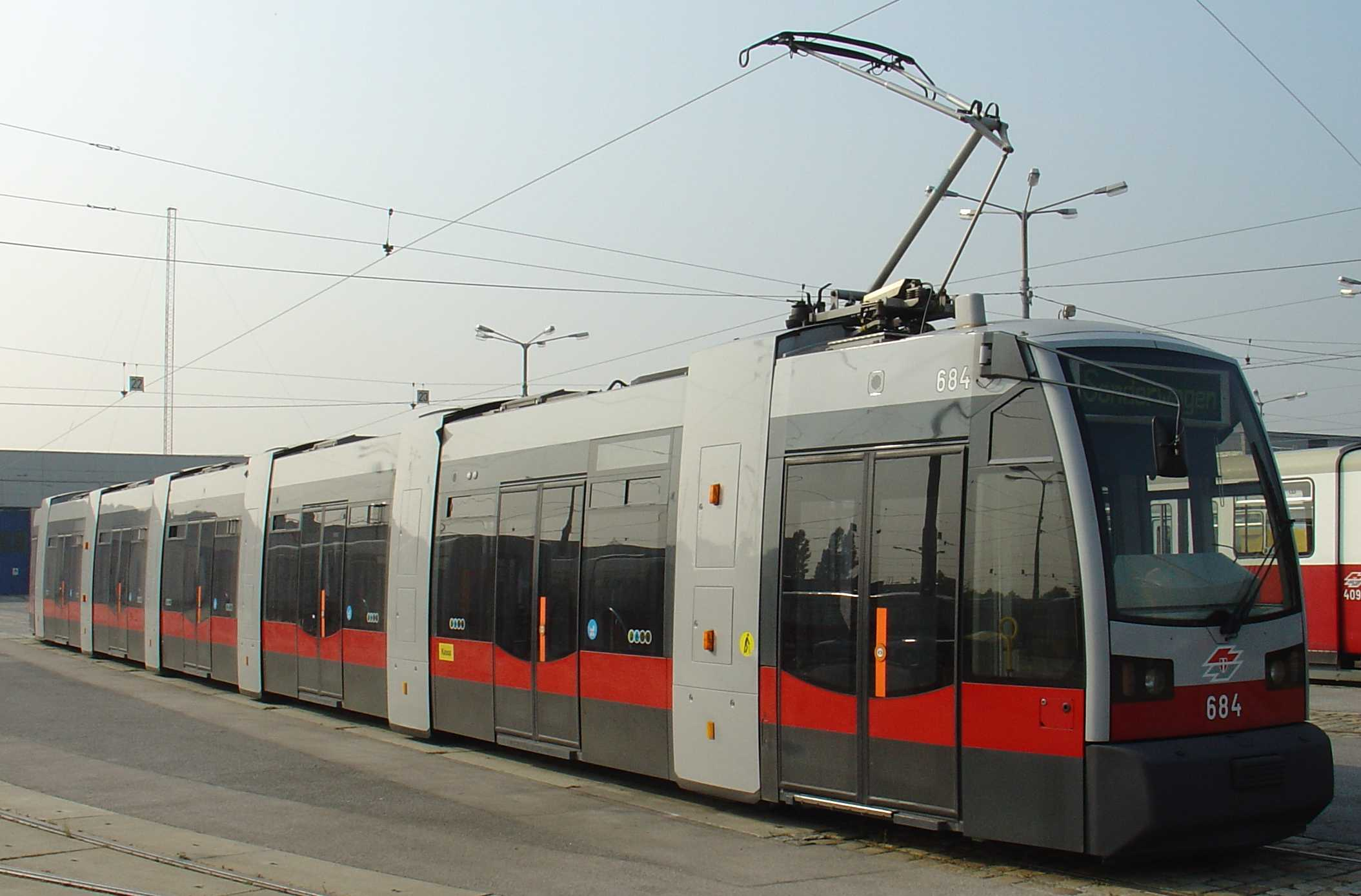
ウィーン市電の超低床電車

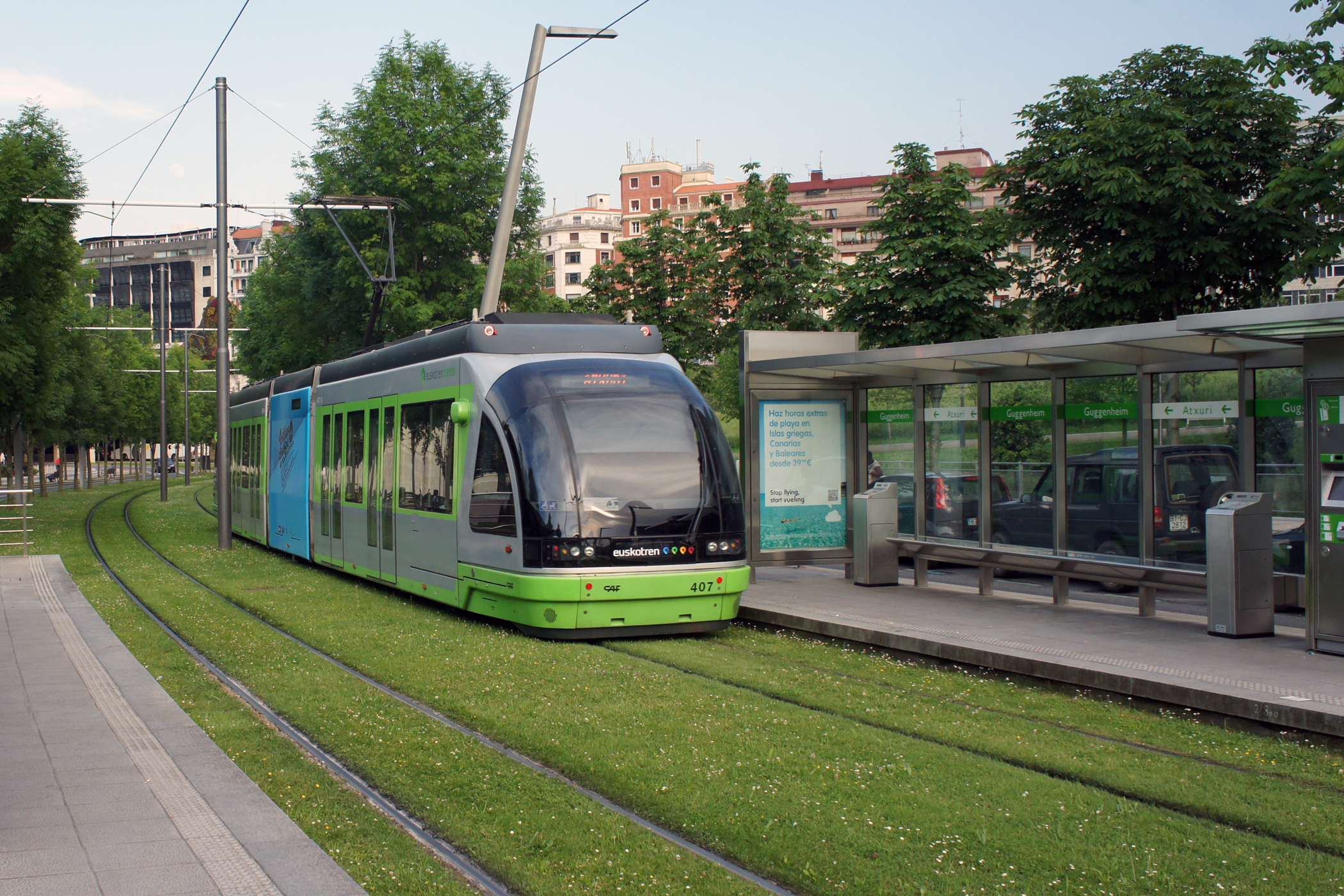
芝生軌道が採用されたスペインのビルバオ・トラム。

西ドイツでは、車の普及により、路面電車を導入していた都市の半数では廃止されたが、重要な都市内交通手段として位置づけ、連接電車の投入や運賃の収受に信用乗車方式を導入するなど、輸送力増強と生産性向上に努めた都市も多い。路線網の再構成も盛んに行われた。
また、郊外への路線延長を図る一方で、渋滞に影響されずに高速で走り、定時性を確保するため、専用軌道を確保し、都心部においてはさらに地下化を推進した。この方式はシュタットバーンと呼ばれている。
このシュタットバーンは新交通システムの開発で行き詰まっていたアメリカ合衆国に影響をあたえ、1970年代に入り、連邦交通省都市大量輸送局によってライトレール (LRT)という言葉が定義される。
フランスでは1980年代後半より、上記の「シュタットバーン」や「ライトレール」化の流れではなく、路面電車に対する新たな取り組みが始まり、後に欧州大陸諸国にも広まった。日本では路面電車の次世代化などと呼ばれる。

### 無架線化への取り組み
架線を利用することなく蓄電池を積載した車両の開発・実用化も進められている。
2003年に新規開業したボルドーでは、車両はシタディスを基とし、地表集電方式（イノレール式）の導入区間の走行にも対応。2007年に新規開業したニースでは、車両はシタディスを基とし、バッテリーによる無集電区間の走行にも対応。

## 各国の路面電車

各国の路面電車ネットワーク:
路面電車をもつ
路面電車をもたない

路面電車は成長期にあり、世界中で約400の路面電車ネットワークが運行され、毎年いくつかの新規路線が開設され徐々に拡張されている 。
路線長トップの路面電車網は以下の通り。
- オーストラリア・メルボルン (256km)[12]
- ロシア・サンクトペテルブルク市電 (205.5km)[13]
- ドイツ・ケルンLRT (194.8km)[14][15]
- ドイツ・ベルリン市電 (191.6km)[16]
- ロシア・モスクワ市電 (183km)[17]
- イタリア・ミラノ市電 (181.8km)[18]
- ハンガリー・ブダペスト市電 (172km)[19]
- ポーランド・シレジア・インターアーバン (171km)[20]
- オーストリア・ウィーン市電 (170km)[21]

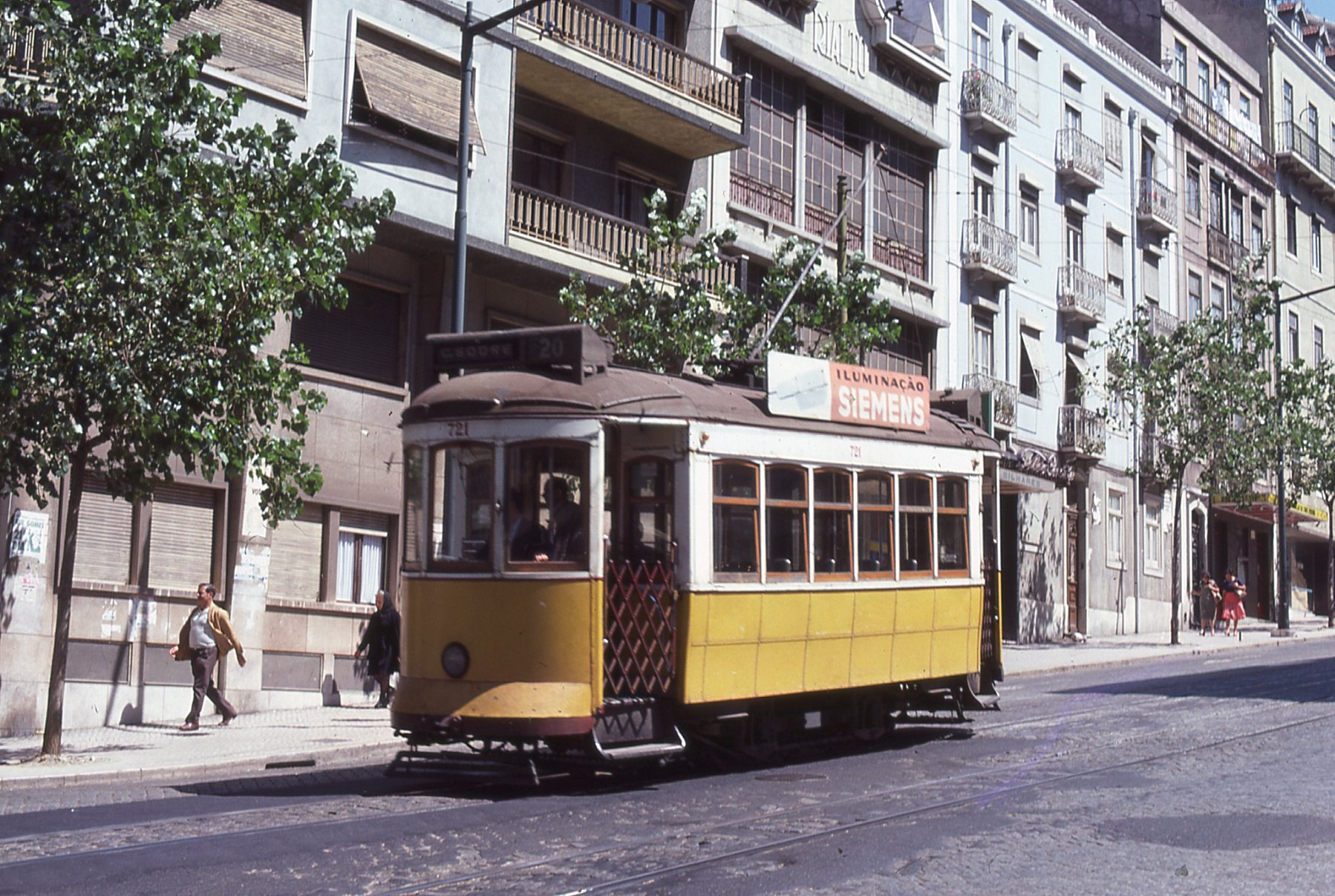
古典的な車両のリスボン市電
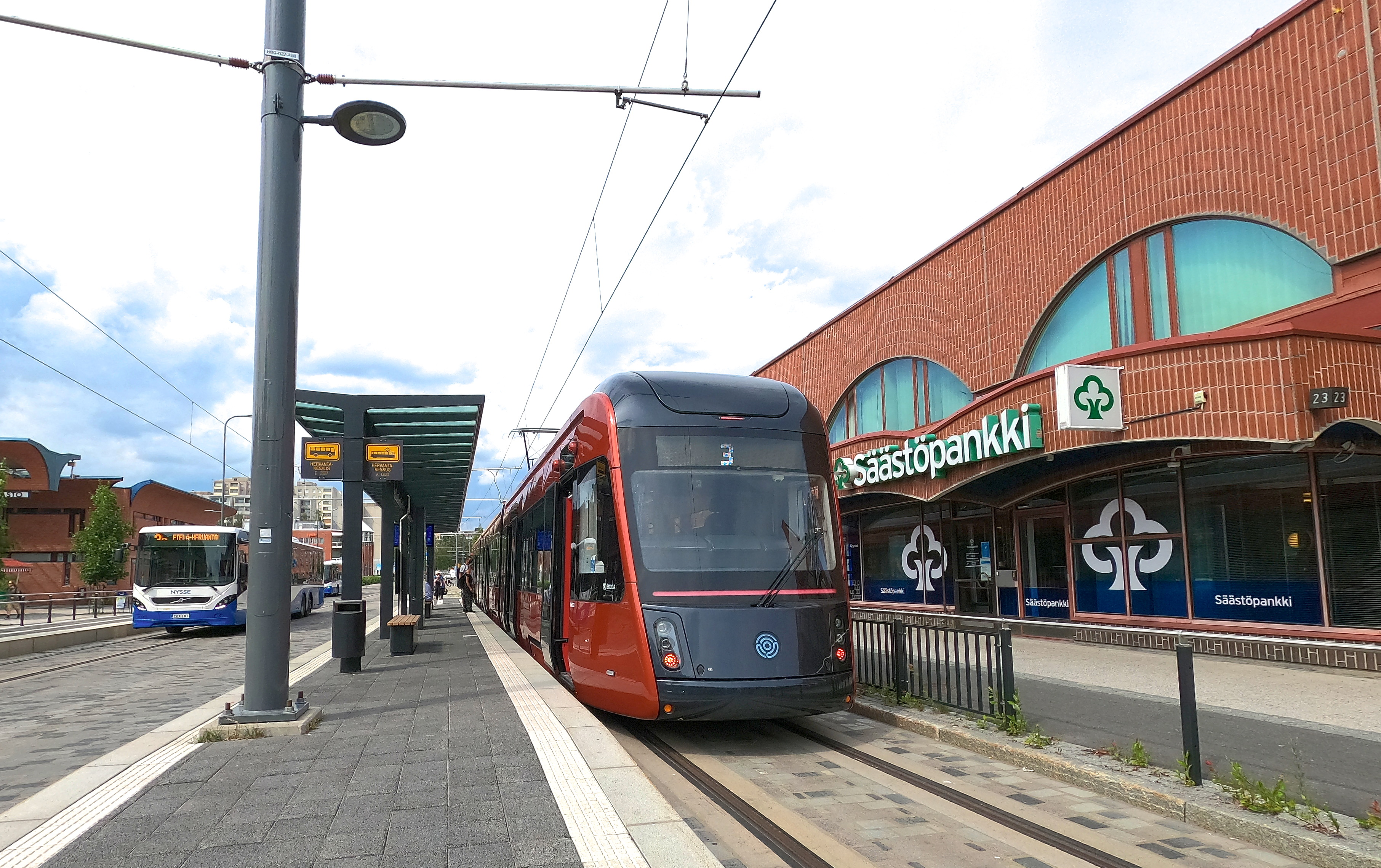
2021年にフィンランドのタンペレにある近代的なデザインのアーティックトラム
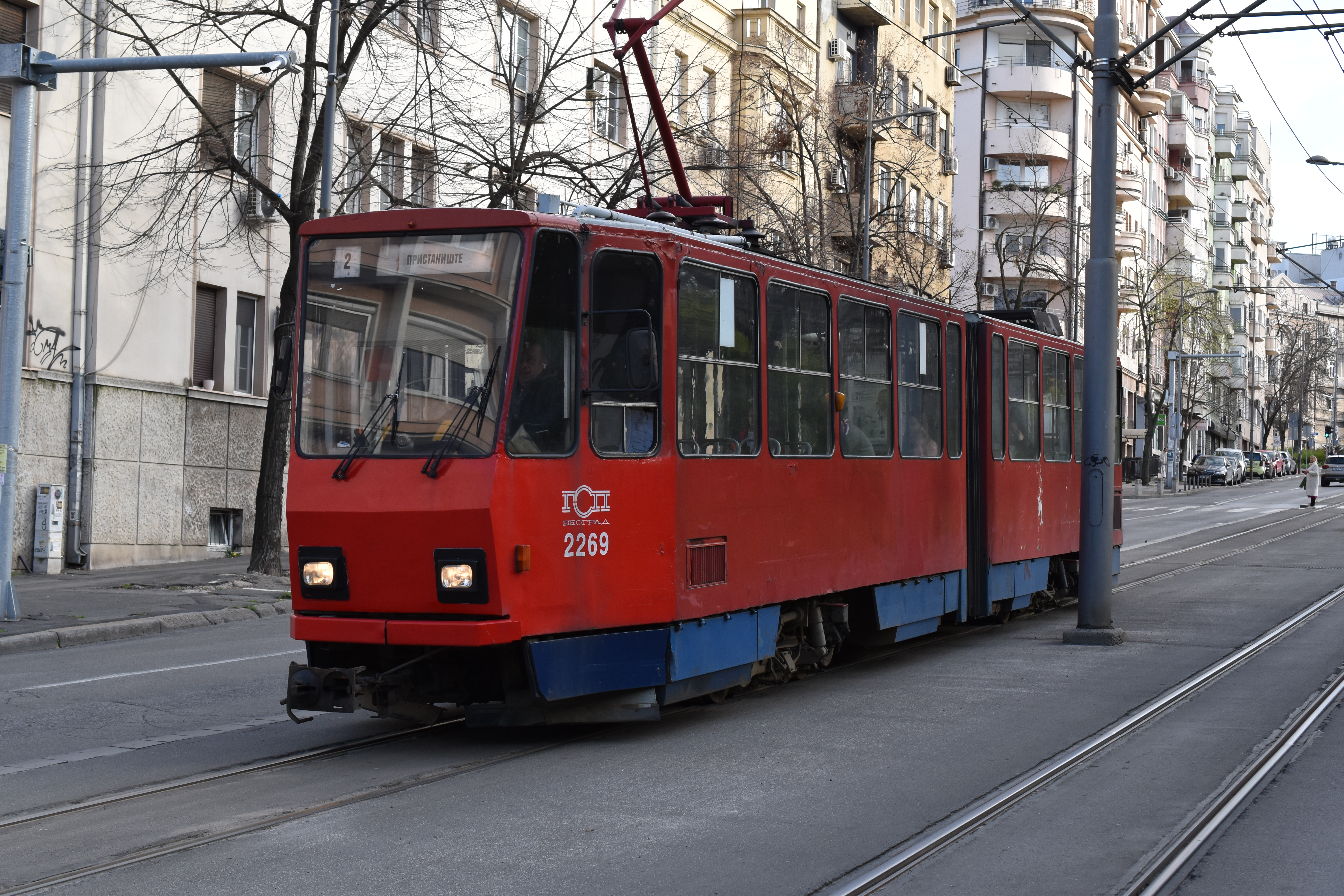
ベオグラードの市電

## 日本の路面電車

### 法令
日本においては、路面電車は軌道法の適用対象であり、鉄道事業法に基づく一般の鉄道とは明確に区別されている。都市計画法に定める都市施設の区分上、路面電車は都市計画道路のうちの「特殊街路」に分類される。

#### 道路上の扱い
併用軌道上を運転する場合、軌道運転規則の規定に則って運転することが前提となる。
そのほか道路交通法では「路面電車」を「レールにより運転する車」と定義しているため、同法上、交通信号機、道路標識（通行止め、徐行、一時停止などを含む）道路標示（横断歩道等などを含む）、最高速度、急ブレーキ禁止、車間距離保持、鉄道踏切通過時などの規制を受ける。軌道敷内の車両の通行、停留所での乗降者の保護、交差点における優先関係、緊急自動車の優先などを規定する。

### 事業
日本の路面電車一覧も参照。経営形態としては、地方自治体による地方公営企業（交通局）、一般の私鉄と同じ純民間企業、第三セクター会社によるものがある。なお、市が運営する「市電」はもとより路面電車は経営形態に関係なく「市電」と呼ばれることが多い。

### 車両
車両は、ボギー車が原則であり、車長は約12メートルが一般的である。また、輸送力を増加させるために、2つまたは3つの車体に3つまたは4つの台車を履いた、車長が約18メートルまたは27メートルの連接車も一部において使用されている。
駆動方式は床下スペースの制約から長年にわたって構造が簡単で保守の容易な吊り掛け駆動方式が採用されてきたが、最近の車両では、直角カルダン駆動方式・中空軸平行カルダン駆動方式・TD平行カルダン駆動方式が採用されており、床下の駆動装置のスペースにさらなる制約がある超低床形路面電車においては、一部例外を除いて車体装架カルダン駆動方式が採用されている。
制御方式は、運転台の直接制御器（ダイレクトコントローラー）により主回路を直接に切替えてモーターを制御する直接制御方式と、運転台の主幹制御器（マスター・コントローラー）により制御回路の指令線を切替え、主制御器を介してモーターの主回路を制御する間接制御方式による抵抗制御が長年採用されてきたが、最近の車両では、日本の電気鉄道での電車の制御方式として広く使用されているVVVFインバータ制御が採用されている。一方で界磁チョッパ制御と界磁添加励磁制御は採用例がなく、電機子チョッパ制御については長崎電気軌道、広島電鉄で採用例がある。
ブレーキ方式は、運転台にあるブレーキ弁を開閉操作することにより、空気圧縮機で作られた圧縮空気を、供給空気ダメから直通管を介してブレーキシリンダーを加圧または減圧してブレーキ力を得る直通ブレーキが長年採用されてきたが、最近の車両では、日本の電気鉄道での電車のブレーキ方式として広く使用されている電気指令式ブレーキが採用されている。加速度は、およそ3 km/h/sとしているが、現在では、約3 - 5 km/h/sの高加減速の性能を持つ車両もある。なお、1960年代の札幌市電では非電化区間も存在していたため、路面気動車もごく少数ながら製作されていた。
なお軌道法など路面電車に関する法令では車両への速度計の設置が義務付けられていないため、路面電車の車両の中には速度計を設置していないものも存在する。この場合は運転士の技能により速度を制御することになる。

### 軌道、レール
日本において路面電車の軌間は、西欧では一般的な1435 mmに加え、日本の官設鉄道が採用した1067 mmとが採用されているが、函館市電と都電荒川線、東急世田谷線は、東京馬車鉄道の軌間を踏襲した1372 mmを採用している。
レールは道路の舗装に対する厚みとレールの負担荷重に対応できる、HT (High Tee) レールと車輪のフランジが通る輪縁路を設けた溝形レール又は溝形ガイドレールが採用されており、前者は直線区間で使用され、後者は曲線・分岐器で使用されている。また、HTレールを敷設する場合には、車輪のフランジが通る輪縁路を設ける必要がある。
レールと道路の路面とは同一構造であり高低差がないようにしている、軌道敷の舗装は、板石などを敷詰めたたわみ構造の舗装が多かったが、最近では鉄筋が入ったコンクリート、モルタル、アスファルト、コンクリート枕木ブロックを使用してメンテナンスフリーを目的とした剛質構造の舗装が採用されている。また、軌道敷の外側の部分では、車道に向かって約1/20の勾配が設けられており、降雨による雨水は車道に流れて排水されるが、水平になっている軌道敷のレールの間では、輪縁路に沿って雨水が溢れやすいため、軌道を横断する下水溝を一定間隔に設置して、輪縁路の雨水を道路の側溝に導くようにしている。
併用軌道においては、線路の位置は道路の中央を原則としている。その理由としては、道路での自動車通行の往復が区分される、路面の排水が容易である、街角での交通の混乱が避けられるなどの利点が上げられるが、乗降時の車道横断時での自動車との接触などの危険を伴う欠点がある。また、自動車の円滑な通行を行うため、左右にある車道の幅は2車線の5.5 m以上としており、道路上に路面軌道を敷設する場合の道路の幅は、中央にある複線の軌道敷の幅5.5 mに加え、その左右に設ける2車線分の道路幅5.5 m × 2＝11 mと、さらに車道に付属して歩道幅を加え、合計20 m以上が望ましいとされている。
曲線半径は道路との関係で小さく最小半径は18 m程度となっており、道路の勾配を複雑にするため、交差点内の分岐器付帯曲線などではカントは設けられていないが、停留場間の曲線では併用軌道区間でもカントが設定されている箇所が多く見られる。勾配は道路によって左右されるが、本線での最急勾配は40 ‰、停留場での勾配は起動条件や安全のため10 ‰以下としている。
樹脂固定軌道・芝生軌道
騒音と振動の低減と緑化のために、樹脂固定軌道・芝生軌道を採用している例がある（富山市、鹿児島市）。

### 饋電
饋電（きでん）（送電方法）については、架線の電気は直流600 Vを基本としており、架線は低速運転のため、直接吊架式を原則としているが、美観上の理由により支線を張り巡らせないで済む、架線の支持柱を複線の線路の間に設置する方式がとられている箇所もある。また、集電装置は、かつてはトロリーポールやビューゲル、Z型パンタグラフが使用されていたが、最近の車両では、構造特許が切れ利用しやすくなったシングルアーム式のパンタグラフが採用されている。

### 速度
法令により最高速度が40 km/hに抑えられているうえに信号待ちや乗降時間がかかるため、自転車よりも表定速度が低い路線も多い。

### 停留場など
停留場のことを電停とも呼ぶ。停留場の間隔は利便性を良くするため500メートル前後と、概して短めである。
また、利用者の安全のため、安全地帯の標識や安全防護設備を設置しているが、車道の幅の関係で設置できず、車道に区画線が引かれただけもしくは、停留場であることが自動車のドライバーに対し目立つように区画線内を青色や緑色で塗りつぶしただけの停留場もある。

### 信号
信号は軌道信号機と呼ばれており、運転士による視認により車両間隔を制御して保安を確保する運転のため、折り返しターミナル・分岐点・交差点など以外にはなく、交差点・分岐点・渡り線付近の架線にトロリーコンタクターを数個取り付け、路面電車の動きに応じて分岐器の転轍機・電車信号・交通用信号を操作する。
また、広島電鉄では、交差点において電車の接近をトロリーコンタクターにより検知すると、交差点での青信号を延長する電車優先信号を設置して、電車の運転を円滑にしている。また、単線区間では、鉄道での自動閉塞に似た運転と続行運転の両方ができるように、行き違いができる停車場に単線区間での車両数と進行方向を表示する信号が併設されている場合がある。

### 運行状況表示システム
各停留所などに設置されているトロリーコンタクターなどの車両検知器で電車の通過情報を収集し、列車運行管理システムにて統合後、各停留場あてに近隣の路面電車の在線状況や遅れの状況を表示させて路面電車の運転士に各停留場の出発時機を知らせるシステム。これにより、電車が連なって運転される、いわゆる「ダンゴ運転」を防止するための運行間隔の調整に用いる。また次の停留所への接近通知のほか、インターネットを通じて路面電車利用者への利便性向上を図る「路面電車ロケーションシステム」にも使用される。

### 路線
日本における導入構想・営業中・廃線の路面電車については、「日本の路面電車一覧」を参照のこと。

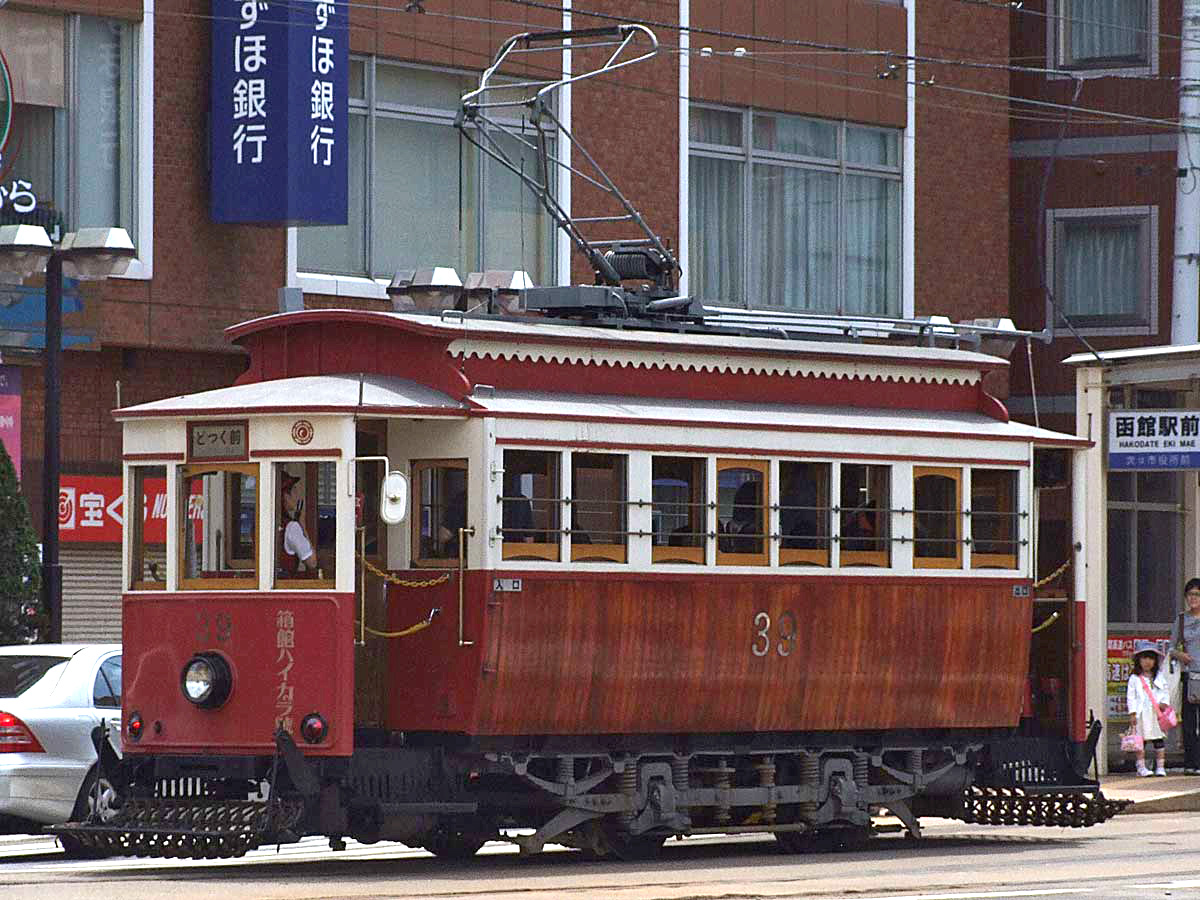
初期の路面電車を復元した函館市企業局交通部「30形」
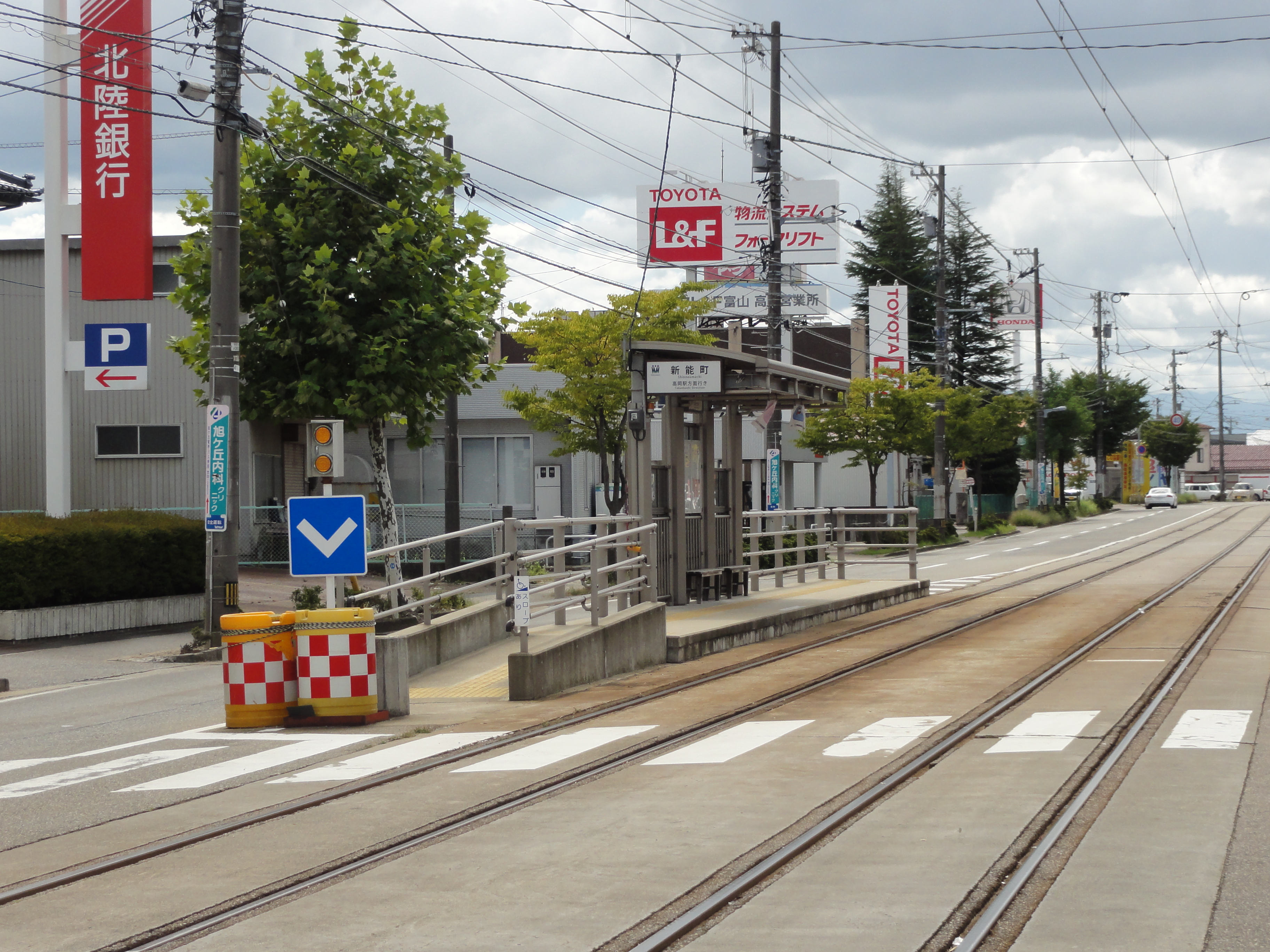
安全地帯の標識を表示して、安全防護設備の柵を設置した停留場。（万葉線新能町停留場）
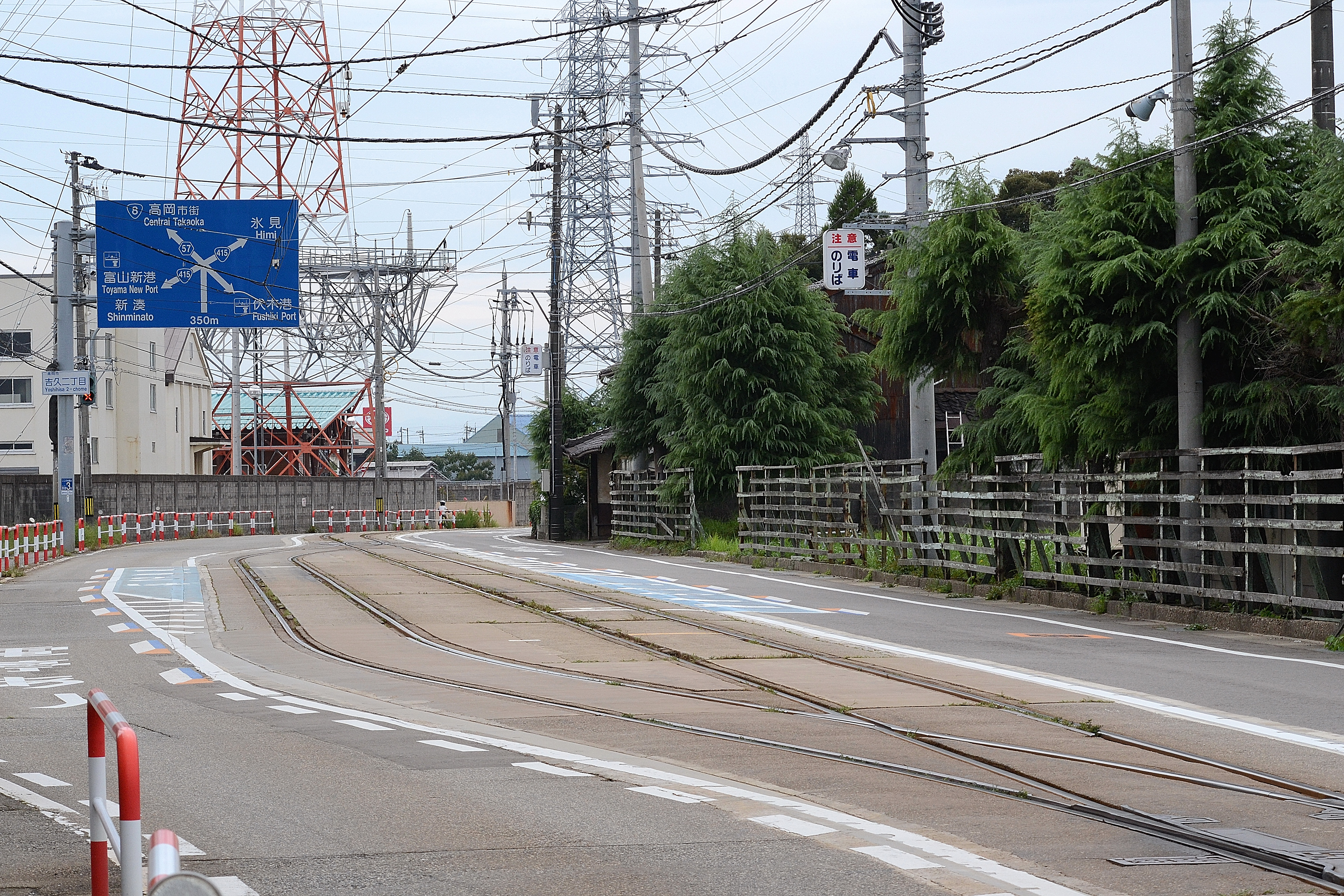
安全地帯の標識や安全防護設備の柵も無く、道路標示の白線が引かれ青色で囲むように塗りつぶしただけの停留場。（万葉線新吉久停留場）
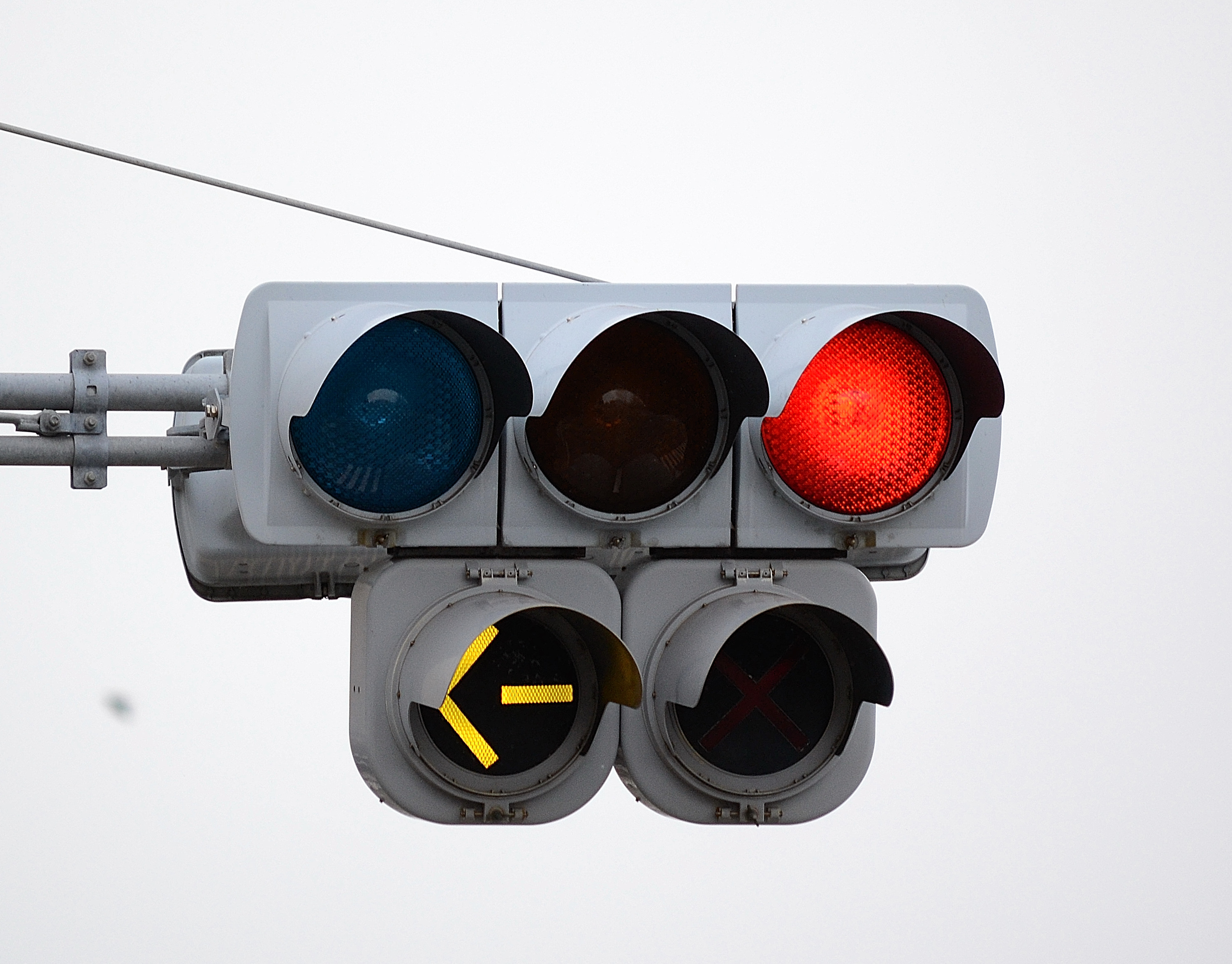
併用軌道における軌道信号機、自動車用の信号機に併設されており、自動車は停止、路面電車は左側へ進行を表示している
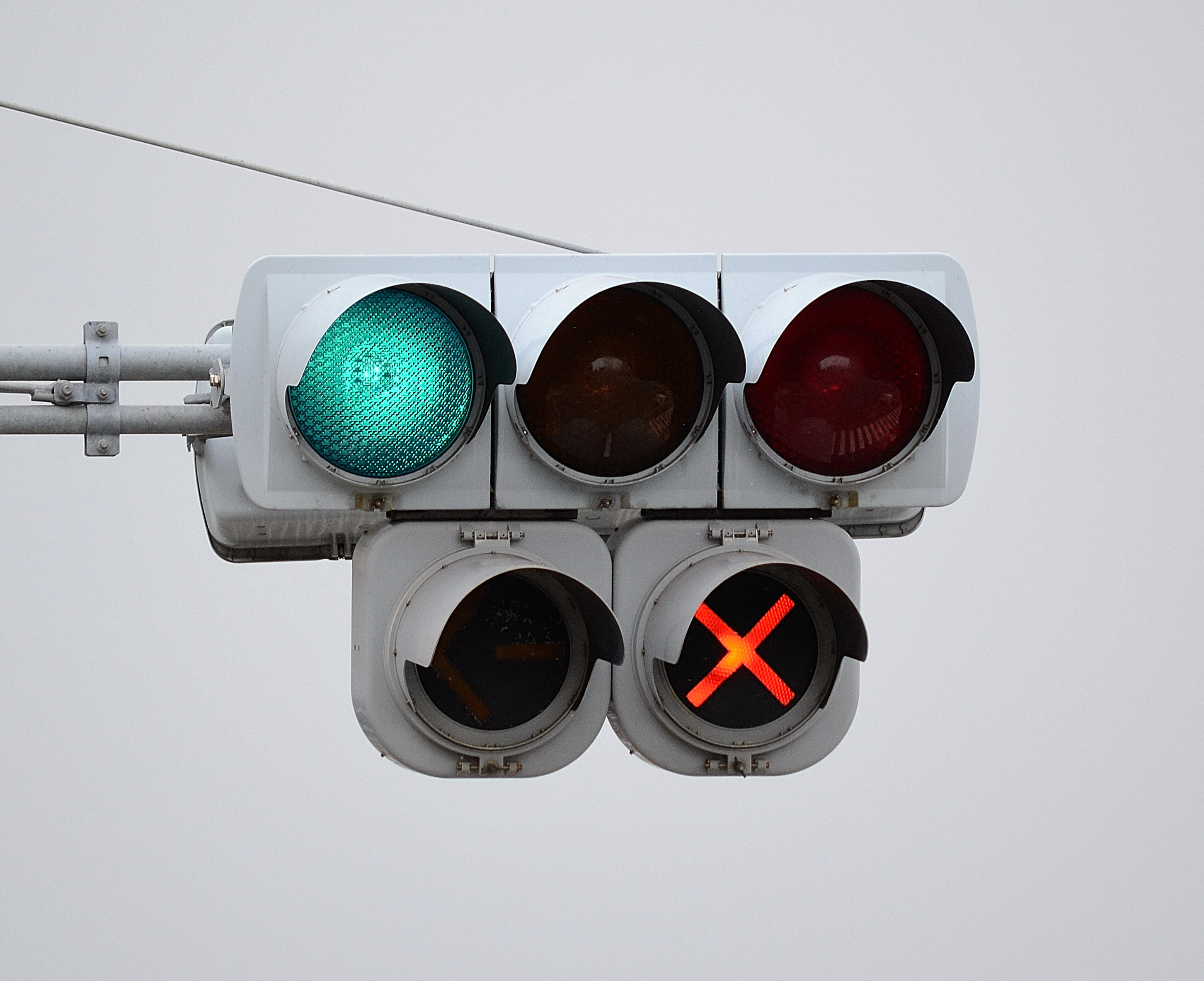
併用軌道における軌道信号機、自動車は進行、路面電車は停止を表示している。
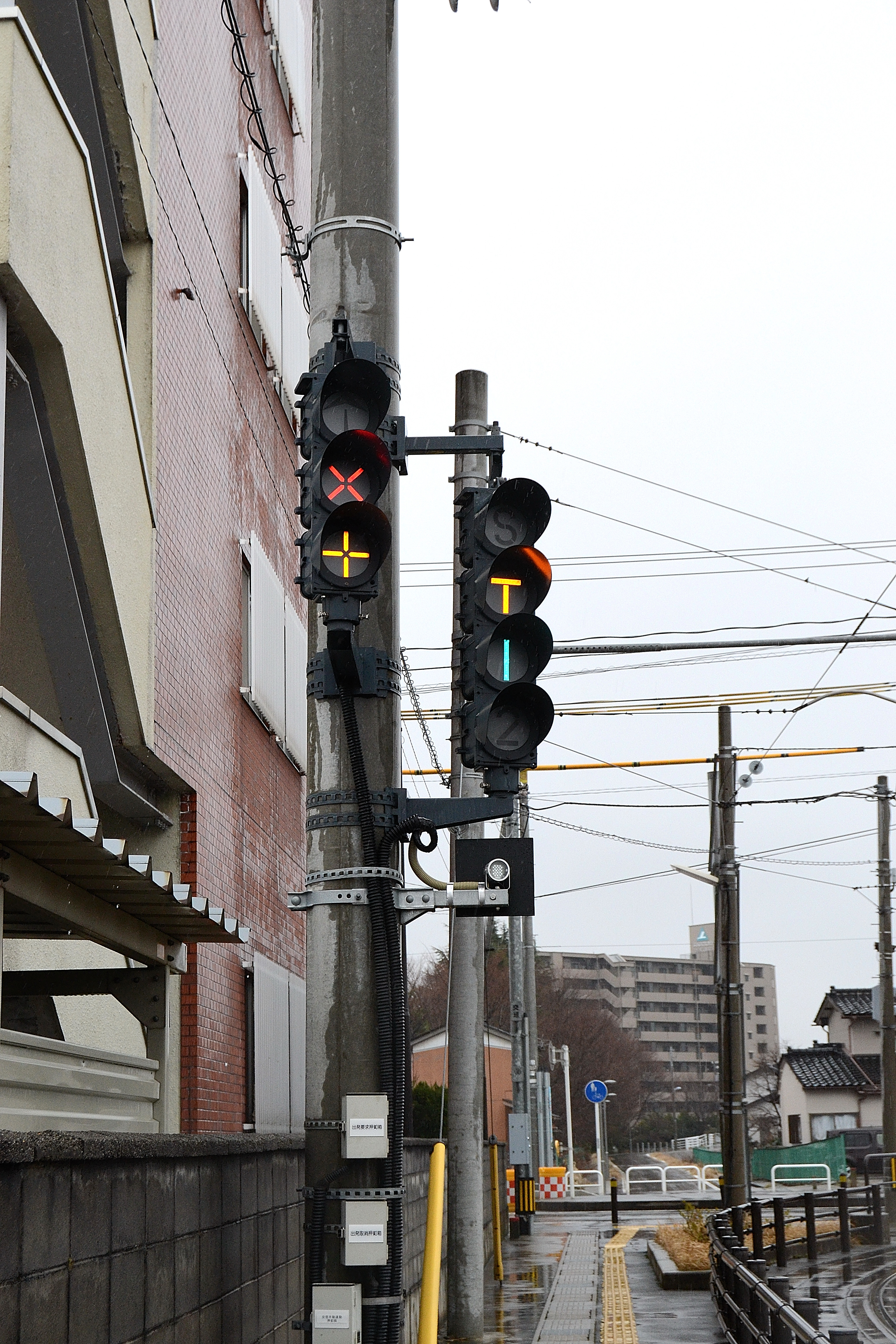
車両数と進行方向の信号が併設された軌道信号機。停止信号を表示しており、この先の単線区間の進行方向が奥から信号機側となっており、1本の電車が信号機側に進んでいることを表示している

### 日本におけるLRT
1954年（昭和29年）にアメリカで戦前に開発されていたPCCカーの技術導入による試用に続き、1956年（昭和31年）に普通鉄道の近代化電車の設計を取入れ、流線型スタイルの軽量化構造、直角カルダン駆動方式、発電ブレーキを採用して高加減速度約5 km/h/sの日本型近代化路面電車が誕生したが、アメリカでの路面電車の衰退と自動車の拡大（モータリゼーション）が日本にも波及。自動車の多い道路との併用軌道では、その高性能を生かすのが困難となり、その後は車両コストが低廉な吊り掛け駆動方式による在来型の車両が製造された。
その後1980年（昭和55年）に日本鉄道技術協会の推進により、近代化路面電車を一層改善した新型の路面電車を軽快電車と名付けたが、一般には車両更新程度の認識しか広まらなかった。1990年代以降は、欧州における超低床車の普及により、路面電車の次世代化や欧州におけるライトレールの動向に注目する動きがあった。そのため日本では次世代型路面電車を特に「ライトレール (LRT)」と呼ぶことが多い。1997年（平成9年）、ドイツから台車と電気部品を輸入して組み立てられた熊本市交通局9700形電車導入以降、超低床車両を特徴とする路面電車の次世代化が進んだ。富山市や宇都宮市の例に見られるように、欧州型の鉄道重視・コンパクトシティ指向の街づくりと一体となった交通システムとして、路面電車の次世代化が一般に認識されつつあるといえる。
日本国外におけるライトレールトランジット（LRT）とは、概念がやや異なる。ライトレールの「概念」を参照。
日本では路面電車システムの「次世代性」が議論され下記のような特徴を指しているが、明確に定まったものではない。国土交通省ではこれをLRT（Light Rail Transit/次世代型路面電車システム）としている。
- 都市計画・地域計画での位置付けなど政策的な裏づけ
- 専用軌道やセンターリザベーション等による定時性の確保、および運行速度向上など速達性（ただし都心部では利便性向上のために併用軌道も可）
- 既存交通との連携
- 運賃収受制度の改良（プリペイドカード、信用乗車方式の導入など）
- 乗降の容易化（電車の超低床化、軌道・電停の改良など）
- 快適性、静粛性、信頼性

路線の延伸や新設については日本の路面電車一覧を参照。超低床車両については超低床電車を参照。
富山ライトレールは、JR西日本の旧富山港線を路面電車化し第三セクターが経営を引継いで2006年（平成18年）4月29日に開業。開業にあたり車両を全て次世代型路面電車に入れ替え、富山市の都市計画にも組み込まれるなど、これを日本における次世代型路面電車の第一号とみなす考えもある。イギリスでライトレールなどの情報をまとめている第三者団体、ライトレール交通協会 (Light Rail Transit Association: LRTA) では、併用軌道区間は市中心部の一部で、ほとんどが専用の鉄道区間へ直通していることから、トラムトレインに分類している。
宇都宮市と芳賀町では日本で初めて、既存の鉄軌道路線の改良を伴わない完全新設型のライトレール路線である宇都宮芳賀ライトレール線（芳賀・宇都宮LRT）を建設し、2023年（令和5年）8月26日に開業を迎えた。本路線は宇都宮市の進める「ネットワーク型コンパクトシティ」のまちづくりにおいて、市域の東西を縦貫する基幹公共交通として位置付けられている。
LRTA は、日本の江ノ島電鉄、広島電鉄宮島線、筑豊電気鉄道、京福電気鉄道（嵐電）、東急世田谷線、阪堺電気軌道の6路線をライトレールに相当する鉄道として分類している。

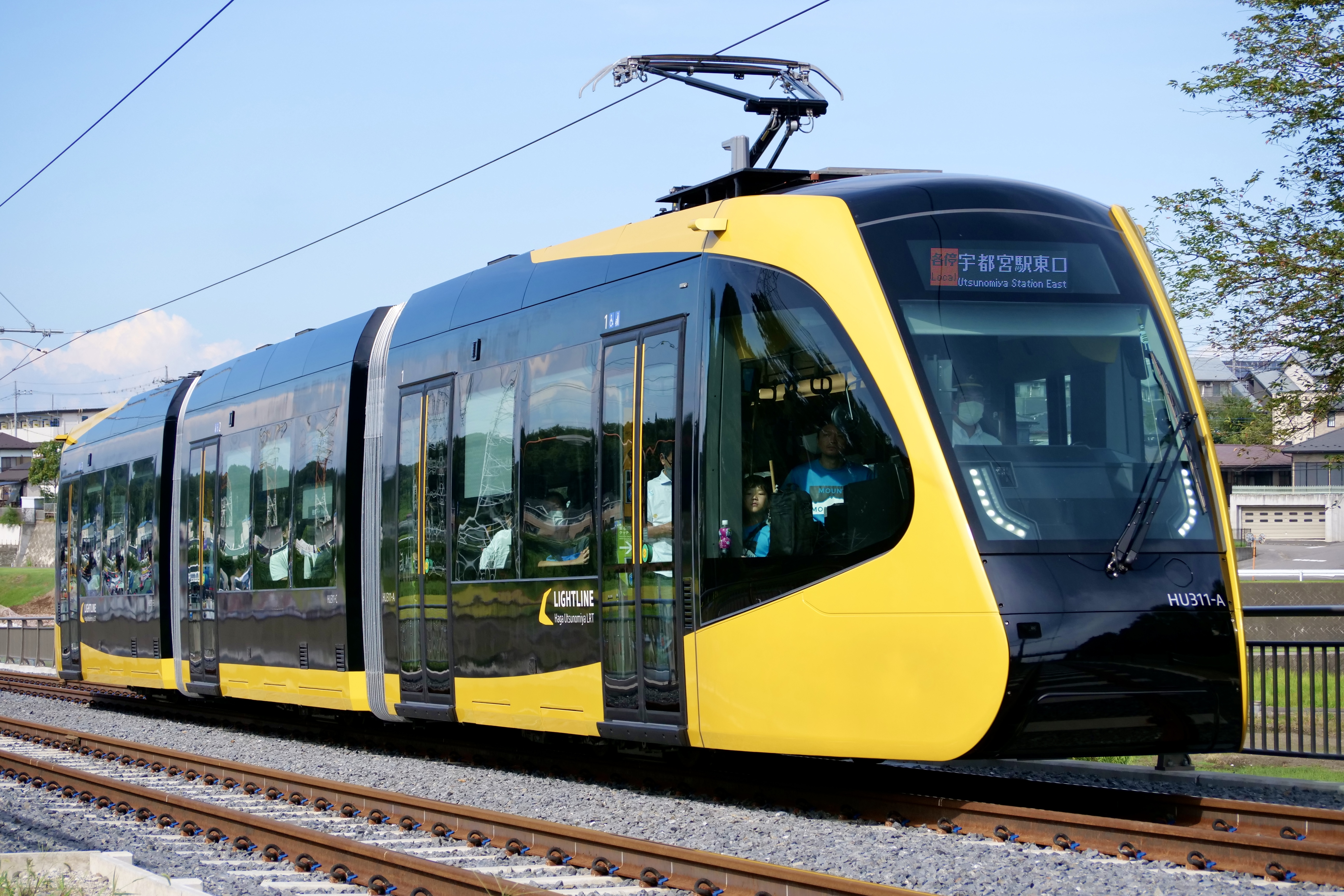
宇都宮ライトレール 「LIGHTLINE（ライトライン）」
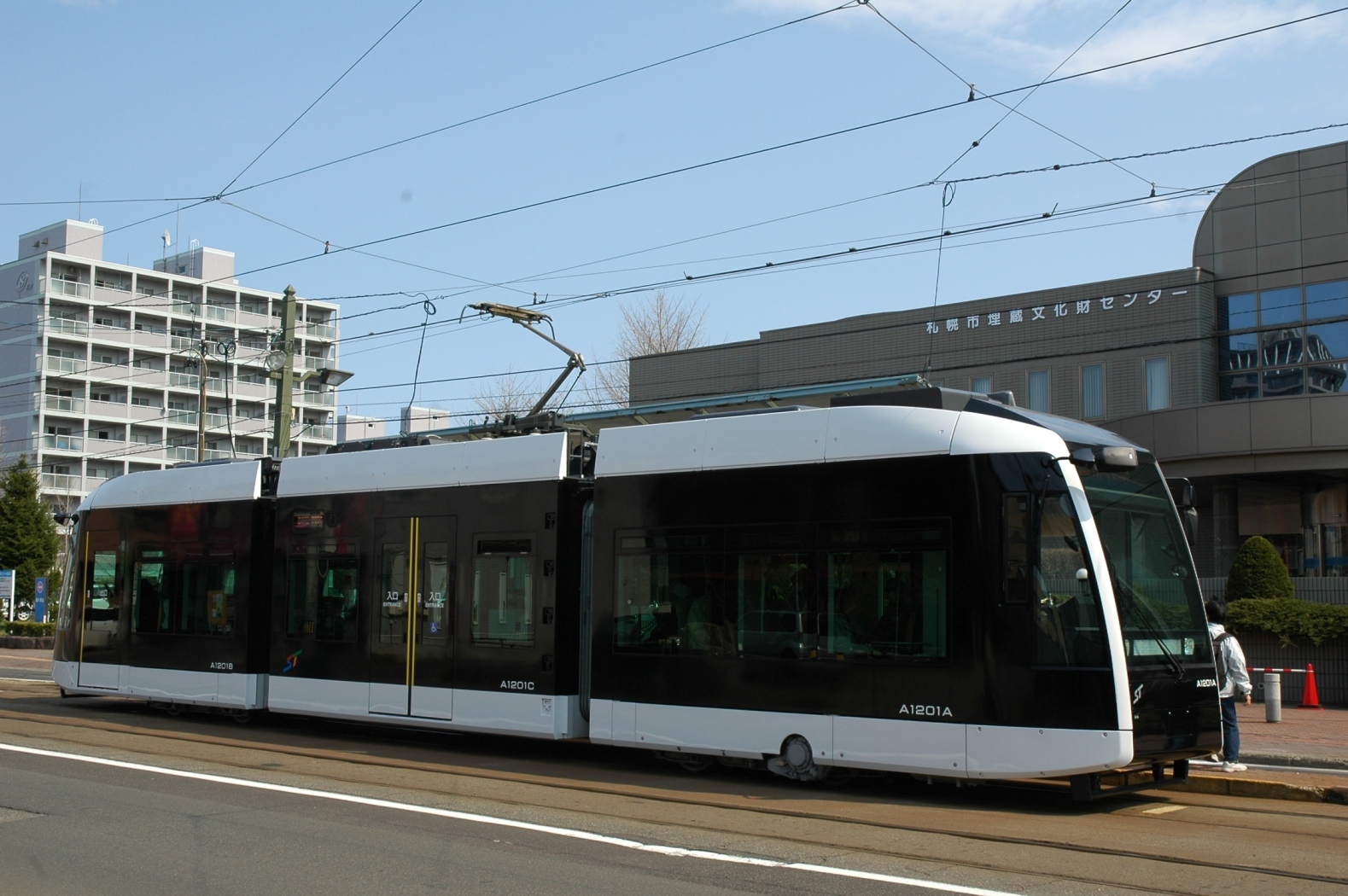
札幌市交通局 「ポラリス」
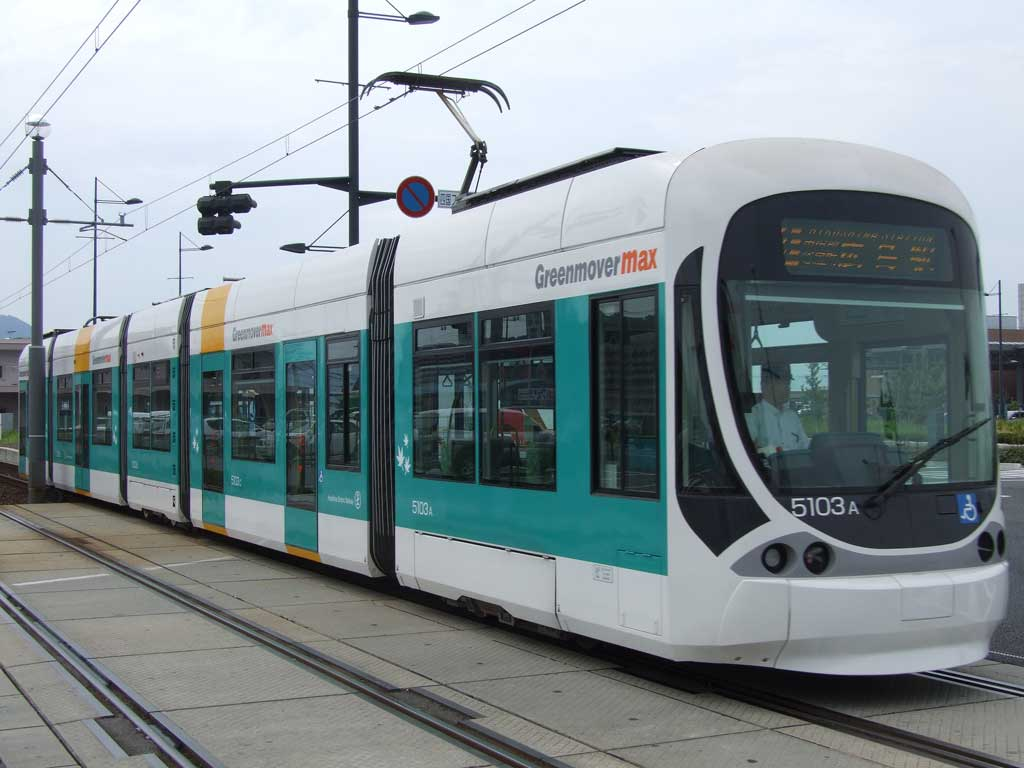
広島電鉄 「グリーンムーバーmax」
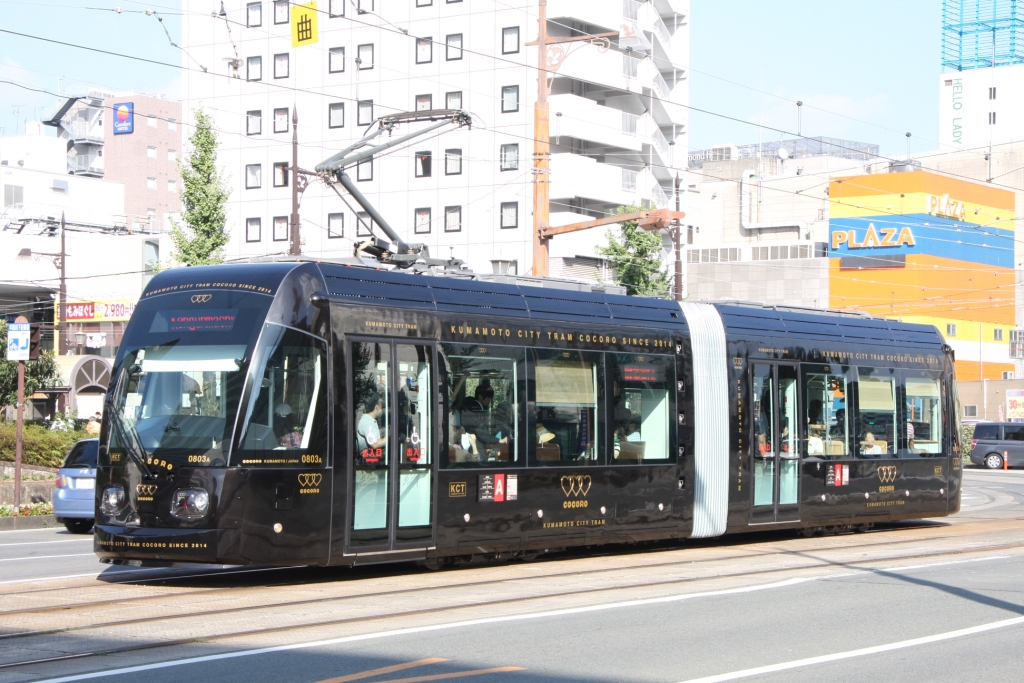
熊本市交通局 「COCORO」
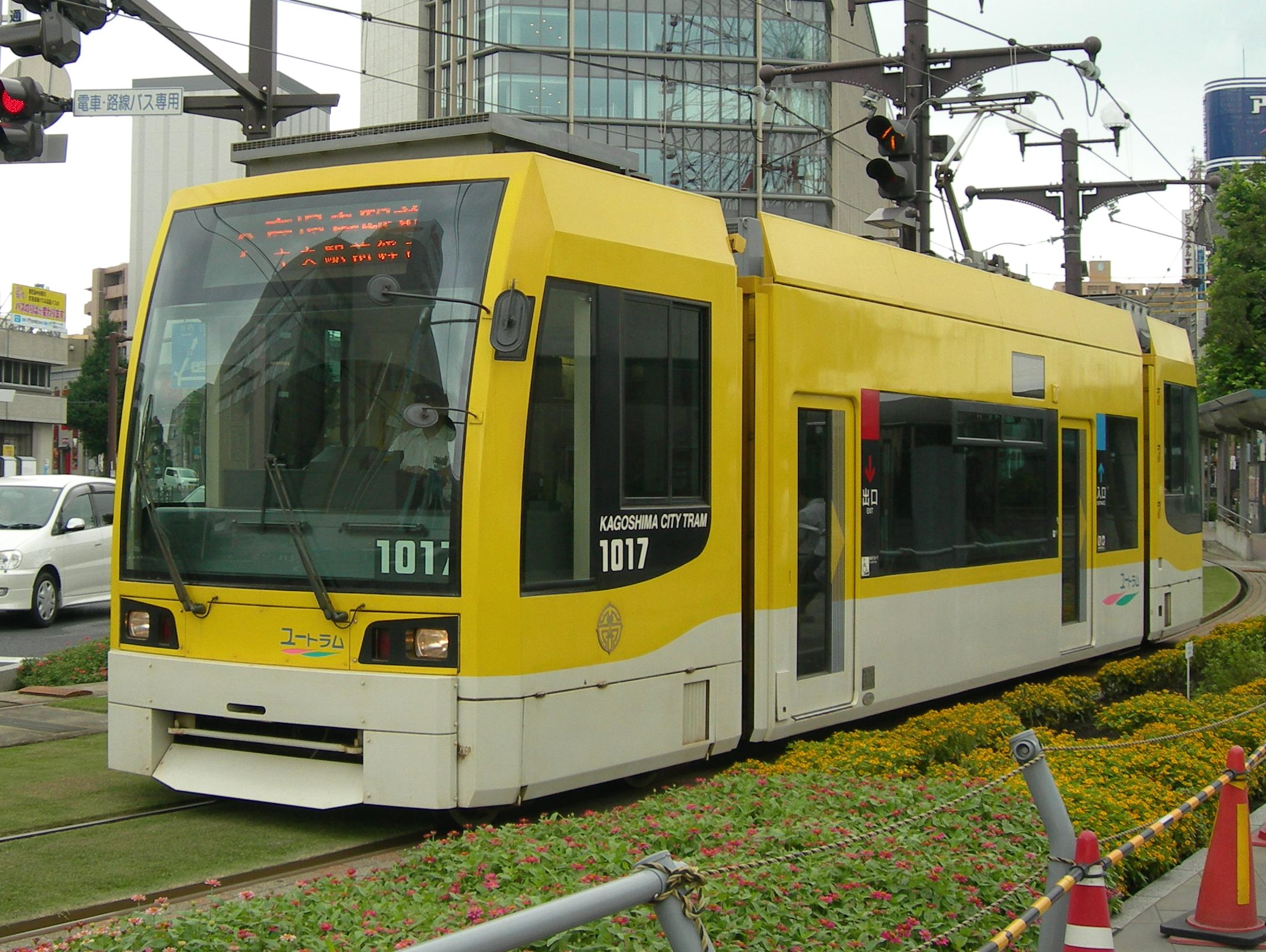
鹿児島市交通局 「ユートラム」
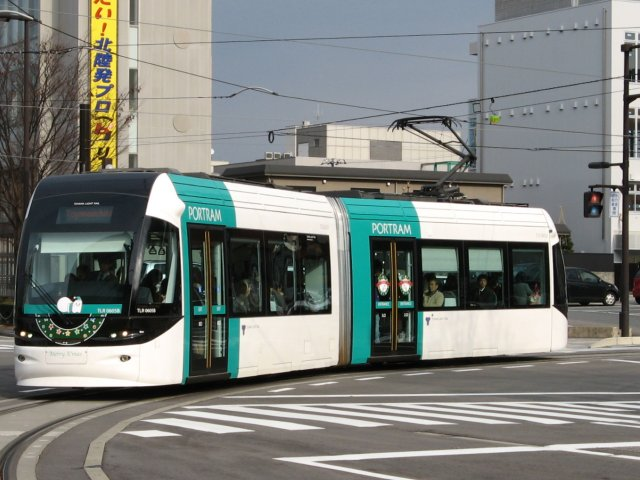
富山地方鉄道 「ポートラム」
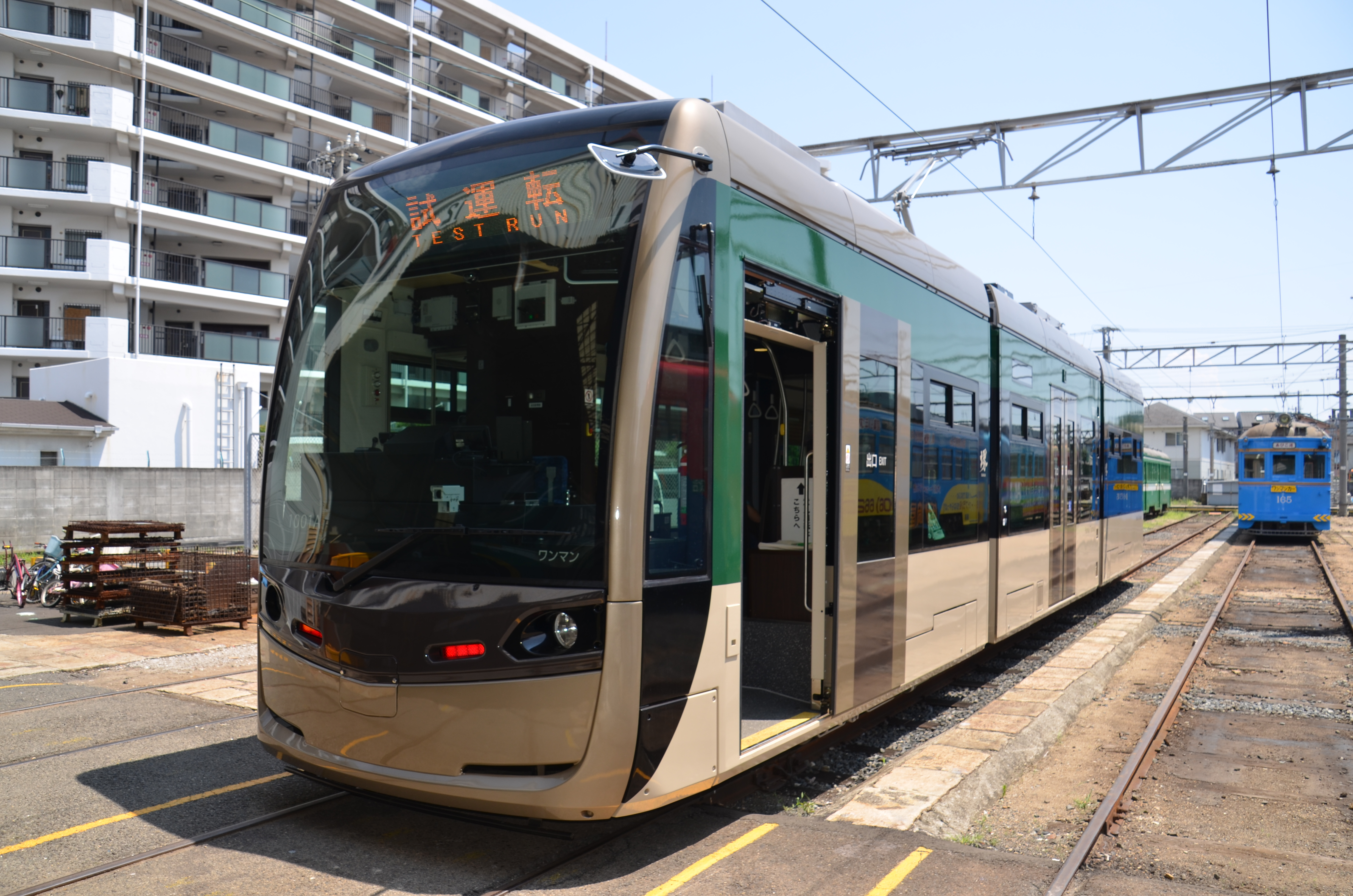
阪堺電気軌道 「堺トラム」

### 路面電車の日
1995年（平成7年）に広島市で開かれた第2回路面電車サミットにより、6月10日を路面電車の日に制定した。これは6=ろ（路面）、10=英語でテン（電車）という語呂合わせによる。路面電車の日には、電鉄会社と路面電車を考える会などが路面電車の利点をPRするためのキャンペーンやイベントが行われる。

### 「ちんちん電車」という通称
これには2つの説があり、1つは、通行人への警報のために、運転士が足で床下の鐘（フートゴング）を鳴らす音から来ており、もう1つは、車掌が運転士にあるいは運転士が車掌に合図を送るために鳴らしていた鐘（あるいはベル）の音に由来する。鐘の音は以下のような意味で使用されていた。
- 走行中電車が停留場に近づいたとき「チン」と1回鳴らせば「降客があるため停車せよ」または「停車する」
- 「チンチン」と2回鳴らせば「降客がないので通過しても良いか」または「良い」
- さらに停車中に「チンチン」と2回鳴らした場合は「乗降がすんだので発車しても良いか」または「良い」
- 「チンチンチンチン」と3回以上の連打は「直ちに停車せよ」または「停車する（非常停車）」

現在でも都電荒川線や阪堺電気軌道の全車両（阪堺電気軌道はフートゴングのみで、501形、1001形「堺トラム」、および1101形には装備されていない。）で発車時に聞くことができる。ただし現在は全列車がワンマン運転のため、上記で述べた車掌・運転士同士の連絡には用いられず、乗客に対する発車合図という位置付けである。また、函館市企業局交通部で夏季に限って運行されている箱館ハイカラ號の他、とさでん交通の100形・590形・2000形・3000形以外の降車合図音で聞くことができ「維新号」や外国電車でもこの鐘が信鈴として使用されている。阪堺電気軌道のモ161形161号「昭和40年代復元車」にも、使用されてはいないが再現してある。
戦後は、改造によりベルを連続音の電鈴やブザーに交換した車両や、ブザーのみで新製された車両が現れたが、吹鳴回数や伝達内容はベル時代のそれを踏襲している。現在も広島電鉄では、車体の長い連接車のツーマンで運行されるため、車掌と運転士の合図にブザーが使われている。2回続けて鳴らす発車合図という点では変わらないが、ブザーのため「ギッ、ギッ」という音である。
なお、路面電車以外では名古屋鉄道（ただし300系以降の車両は2打式ブザーに変更）や京阪電気鉄道・阪急電鉄・阪神電気鉄道・近畿日本鉄道・南海電気鉄道・京都市営地下鉄烏丸線・大阪市営地下鉄・筑豊電気鉄道等でも、ワンマン運転路線を除きベル2連打による合図を残している。過去には神戸電鉄や叡山電鉄などでも行っていた。特に路面電車発祥の会社が多い関西の路線に多い。関東でも、京成電鉄やそのグループである新京成電鉄および北総鉄道、また京成電鉄の乗務員が引き続き乗務する直通先の芝山鉄道では発車時にブザー2回、停車駅が近づいた時にブザー1回と、路面電車式の合図を行っている。
地域によっては音の違いから「カンコカンコ電車」という呼び名もあった。

## 路面電車関連用語
軌道運送高度化事業
日本の地域公共交通の活性化及び再生法の中で、超低床電車の導入およびLRTへの改良または新設を想定した整備事業の呼び名。
センターリザベーション
リザベーションとは、併用軌道の種別で、一般自動車が通常時軌道内に進入できない様、道路と軌道敷の境界部を視覚的、物理的に区切って線路を敷設した準専用軌道を指し、センターリザベーションはそれが道路の中央に敷設されている場合の呼称。軌道のみならずそれに乗り降りする駅施設（停留所）も道路の中央にあるため、利用時に道路の横断を免れないという欠点を持つが、日本の路面電車の大半が道路中央に軌道があって敷内進入禁止となっているのでこの形式である。一般車両は通行できないが、災害や事故など緊急車両は走行可能であることが専用軌道との決定的な違いである。
サイドリザベーション

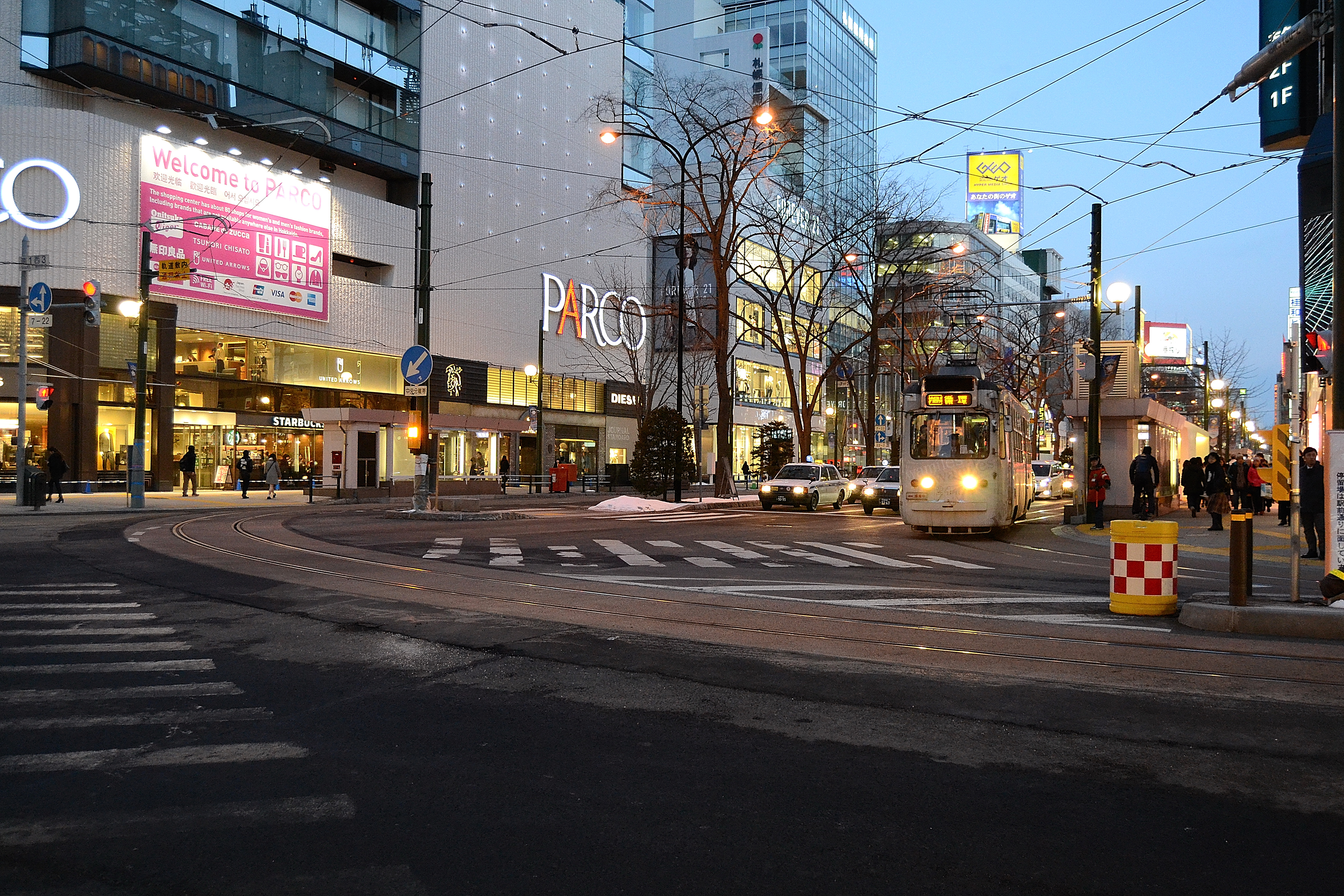
札幌市電では、「都心線」として札幌駅前通上に軌道を再敷設する際、ダブル（デュアル）サイドリザベーション方式を採用した。

サイドリザベーションは準専用軌道を道路の端に寄せて敷設し、歩道から直接軌道交通に乗降可能となるようにしている場合の呼称。歩行者に絶対的な安全を保障する敷設法であるが、反面、路側に停車したい車両が制限を受けるため、タクシーや荷役車両の多い繁華街では敬遠されがちである。日本でもそのようになっている区間はあったものの、敷設法としては普及していなかった。近年徐々に需要が認められて採用される例が増えている。
軌道が複線の場合、上下線をまとめて道路の片側に寄せるシングルサイドリザベーション（熊本・鹿児島の駅前、宇都宮芳賀ライトレール線の清原工業団地内の区間など）と、上下線を道路の左右に振り分けて敷設するダブル（デュアル）サイドリザベーション（札幌市電都心線の札幌駅前通など）の二種類がある。札幌市電のササラ電車は雪を進行方向左側にしか跳ね飛ばせないため、投雪場所の無いこの区間は軌道下ロードヒーティングで対応している。

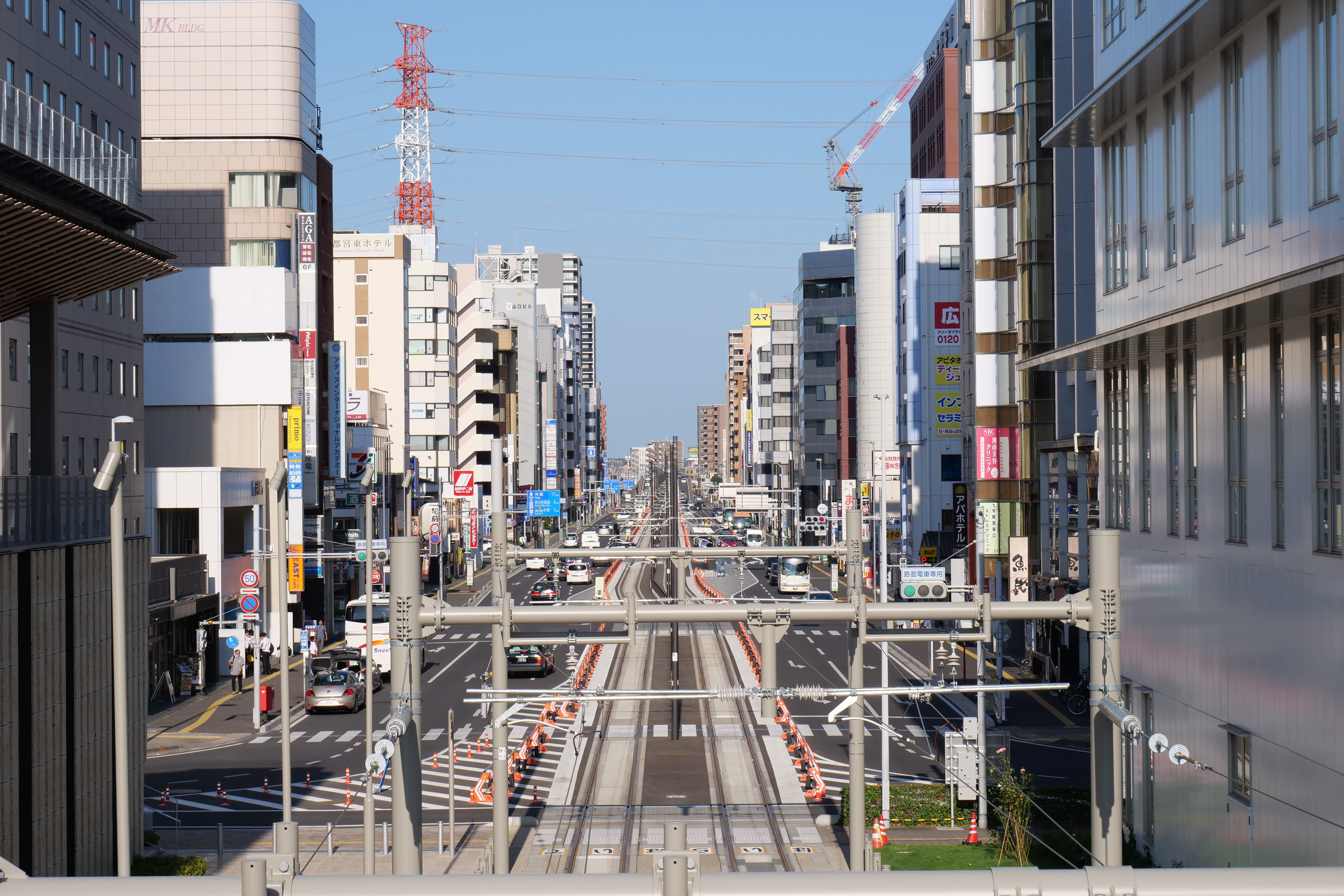
センターポール方式を採用した宇都宮芳賀ライトレール線の併用軌道区間

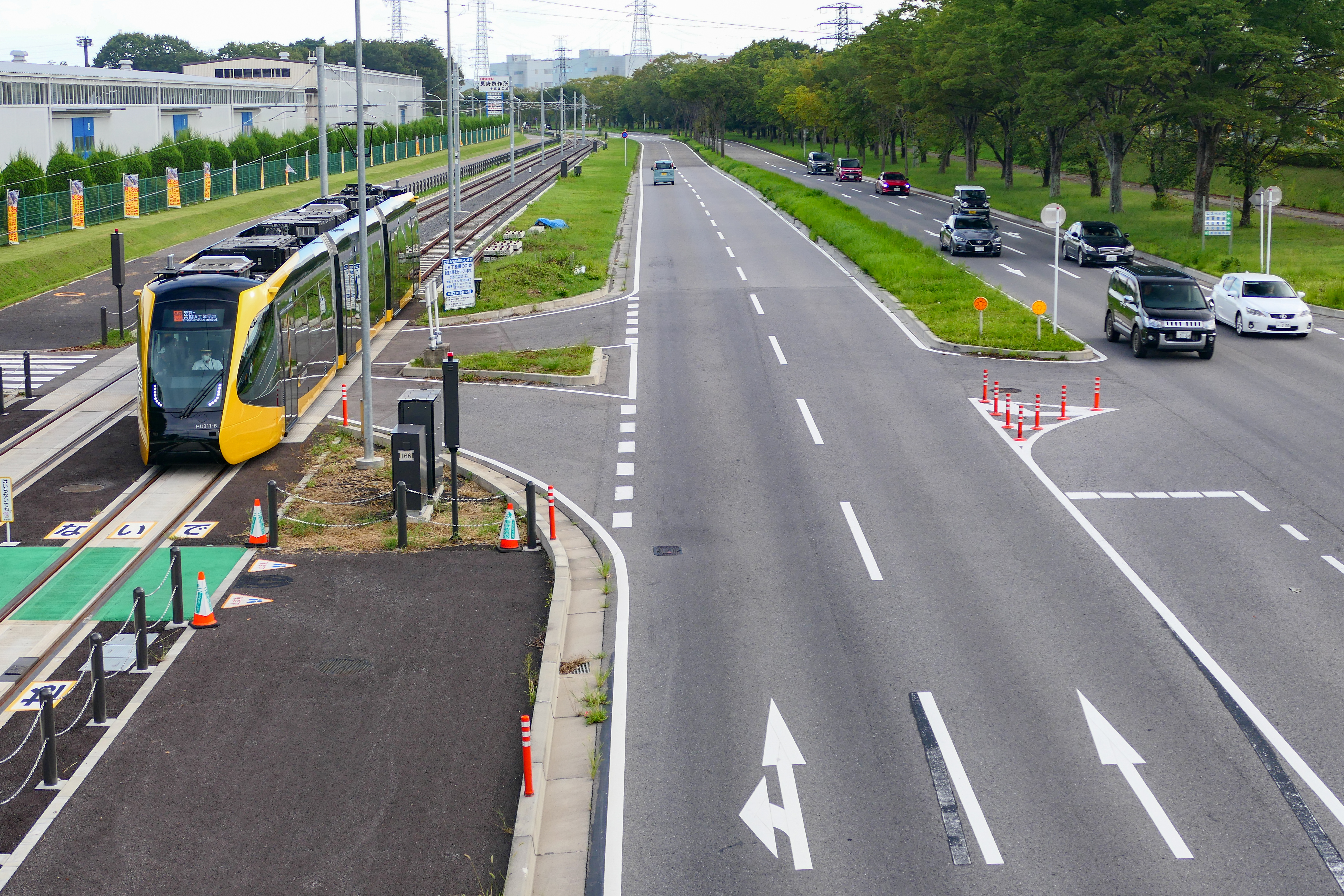
シングルサイドリザベーションの例（宇都宮芳賀ライトレール線）

センターポール
センターリザベーションの路線において、上下線の軌道間に架線柱を立てる方式。道路脇の電柱や建物から架線を吊る方式（サイドポール〈側柱〉方式）に比べ景観が良くなる。鉄道線で採用の事例もある（山手線の大塚駅など）。かつて電柱が多くなかった時代は、その必要性から一般的だったが、道路脇の電柱が増えるに従いセンターポールはみられなくなっていた。しかし景観を重視したまちづくりが全国的に広がりを見せるにつれ、主要街路の電線・電柱とともに架線を吊るすワイヤー等の構造物が道路上空に張り巡らされていることが嫌われるようになり、すっきりした都市空間をとりもどす目的に合致したセンターポールの採用が徐々に増えている。日本国内では、豊橋鉄道東田本線の駅前区間で、鹿児島市電および岡山電気軌道ではセンターリザベーション区間の大部分がセンターポール化されている。宇都宮芳賀ライトレール線では専用軌道を含めた大部分で採用している。
サイドポール
サイドポールは日本の既存路面電車の大多数が採用してきた架線柱設置方式。主に道路両側の路側または歩車道境界線付近に架線柱を立てるかまたは建造物を利用し、街路を横断するワイヤーや鉄骨等による跨道構造物を設置、そこから軌道上空に架線を懸下する場合が大半である。ほかに、センターリザベーションの場合に軌道と道路の境界に架線柱を立てる方式もある。また、単線区間のシングルポールは全てサイドポールに含まれる。空中のワイヤーや構造物、また路側の柱状構造物の数が増えるため、街路の景観を圧迫する要因とみなされることが多く、時として路面電車の主たる欠点の一つとして導入や存続を否定する主因とされることもある。
照明柱添架方式
サイドポール方式の一つ。電線地中化に際し、道路幅員の制約等でセンターポール方式の採用が困難な場合に用いられる。電線地中化事業に伴う道路空間・環境整備として、道路管理者が周囲の景観に調和する外観の道路照明柱を道路端に建植し、この道路照明柱に路面電車事業者が架線のスパンワイヤーを取り付けて架線を吊架する（道幅が狭い場合はスパンワイヤーではなくビームを架設する例もある）。他に道路照明柱には道路標識や信号機、配電用変圧器等の地中化できないインフラが共架される。熊本市交通局、万葉線、福井鉄道等で採用されている。
たわみ構造軌道
路面が、交通荷重によるせん断力には抵抗するが、曲げ力には抵抗せずたわむ構造を指し、併用軌道の場合は砕石道床を有するもの（表面が板石舗装かアスファルト舗装かは問わない）が該当する。砕石道床には一般の鉄道と同様に枕木を介してレールが敷設される。併用軌道において古くから採用されてきた構造。軌道敷内の自動車通行が増加すると荷重による軌道狂いなどの破壊が早く進行し、保線作業回数を増やして対応することが必要となる。
剛質構造軌道
路面が、交通荷重による曲げ力に対して強い抵抗力を有する構造を指し、併用軌道の場合は砕石道床がなく強固なコンクリート道床を有するものが該当する。併用軌道上の自動車通行による軌道破壊の増加に対応して開発されたもので、路盤上に砕石道床は構築せずコンクリート舗装板を直接敷設し、レールは舗装板上に直接又はコンクリート枕木を介して二重弾性締結により取り付けられる。その上にアスファルトなどによる舗装が施される。レール上の車両荷重はコンクリート舗装板により安定して分散されるため、レール自体の重軌条化の必要はない。この構造の採用後も、自動車の重量増などにより軌道破壊が進行する例も生じ、剛質構造の中でもさらに連接ブロック構造などの改良が進められた。
パッセンジャーフロー
車両の扉を乗車専用と降車専用に分け、乗客がその間を移動する途中で運賃を支払う方式。最盛期の札幌市電では、2両編成の後部車両から乗車、運賃を支払ったあと前部車両から降りるようになっていた。
地表集電方式

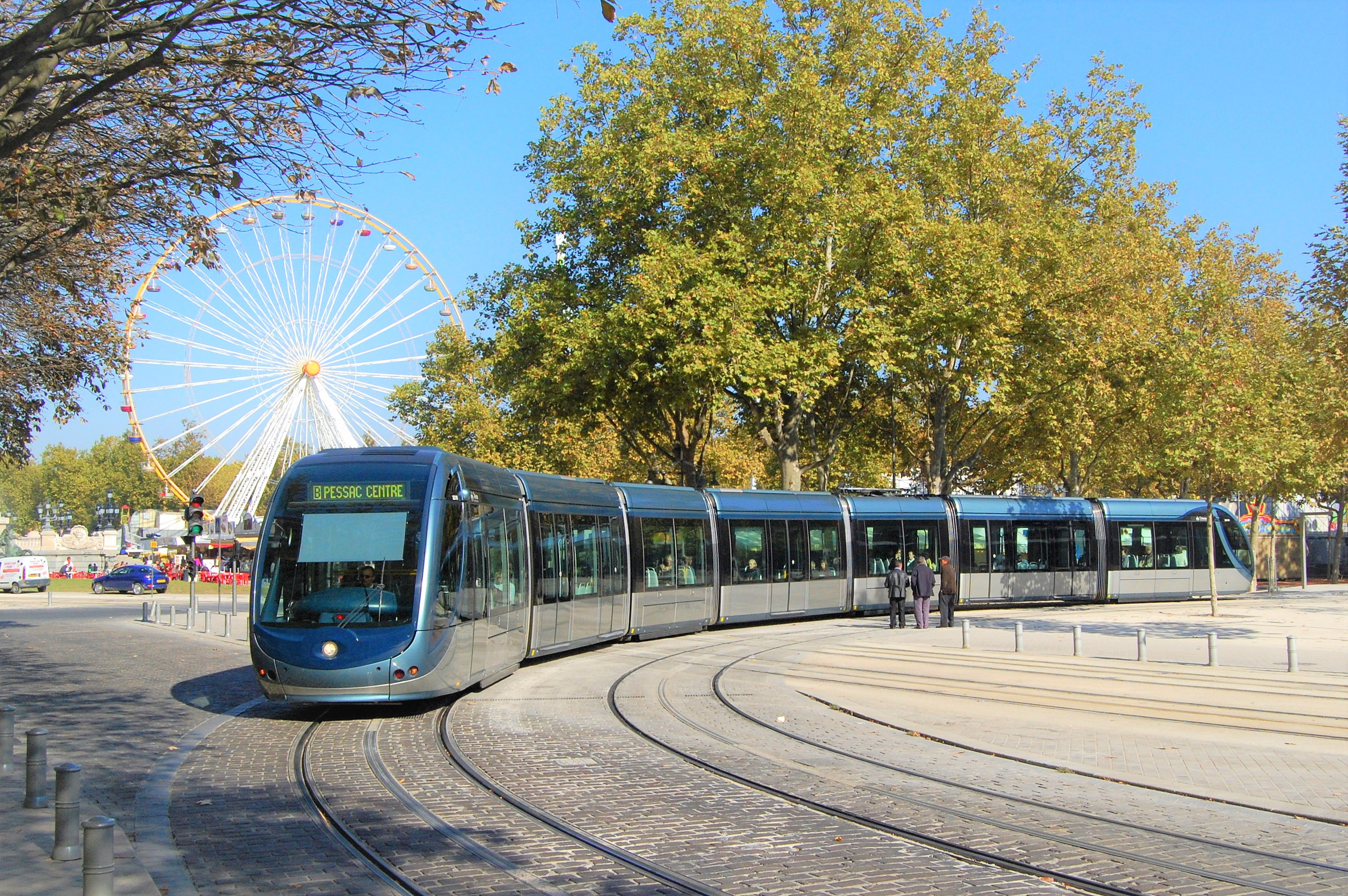
地表集電方式。ボルドーのトラムには架線がなく、線路中央の第三軌条から集電している。

"APS (Alimentation par le Sol) "の名称でアルストム社の子会社が開発した集電システムで、短いセグメントに区切った第三軌条を敷設し、電車が通過中のセグメントにだけ電気を通す方式。架線が不要なことから障害が少なくなる上に見栄えが良いという利点があり、フランスのボルドーで実用化された。
地中溝集電方式
暗渠集電方式、地中第三軌条方式、コンデュイット (conduit) 方式とも。線路の間に給電線を埋設し、車体下部から伸びた集電靴で集電を行う。ロンドンやニューヨークなど各地で用いられたが、1963年のワシントンD.C.を最後に姿を消した。
高速電車
路面電車に対し、路面電車ではない通常の電車（鉄道）を区別する際に使われる言葉。
都市高速鉄道
街路交差点での交通信号で停止せざるを得ない「路面電車」に対して、交通信号で停止しないように計画・設計された鉄道をいう。英語のrapid transitの訳語であり、「都市施設」のひとつとして都市計画法第11条第1項に規定されている。

## 路面電車を題材とした作品
- 『チンチン電車』 - 大正時代（正式年不明）に「ニッポノホン」から発売された童謡。
  - 歌：村山久子。
- 『ちんちん電車』 - 1976年に発表された楽曲。
  - 作詞・作曲：井上堯之 / 編曲：瀬尾一三 / 歌：井上順。
- 『おじいさんの電車』 - NHKの音楽番組「みんなのうた」で、1984年4月・5月に放送された楽曲。都電荒川線をテーマにした楽曲。
  - 作詞：山元清多 / 作曲：福田和禾子 / 歌：藤田淑子。